# Ponti medievali in Francia
In questa lista dei ponti medievali in Francia sono compresi tutti i ponti costruiti fra il 500 d.C. e il 1500 nel territorio di quella che è l'attuale Francia, ossia includendo anche regioni che allora non rientravano nel nome di Francia, come le regioni dei Burgundi, l'Alsazia, la Lorena e la Savoia. Contando anche i ponti Romani rimasti in uso in tutto questo periodo, la lista arriva ad annoverare quasi 700 strutture.

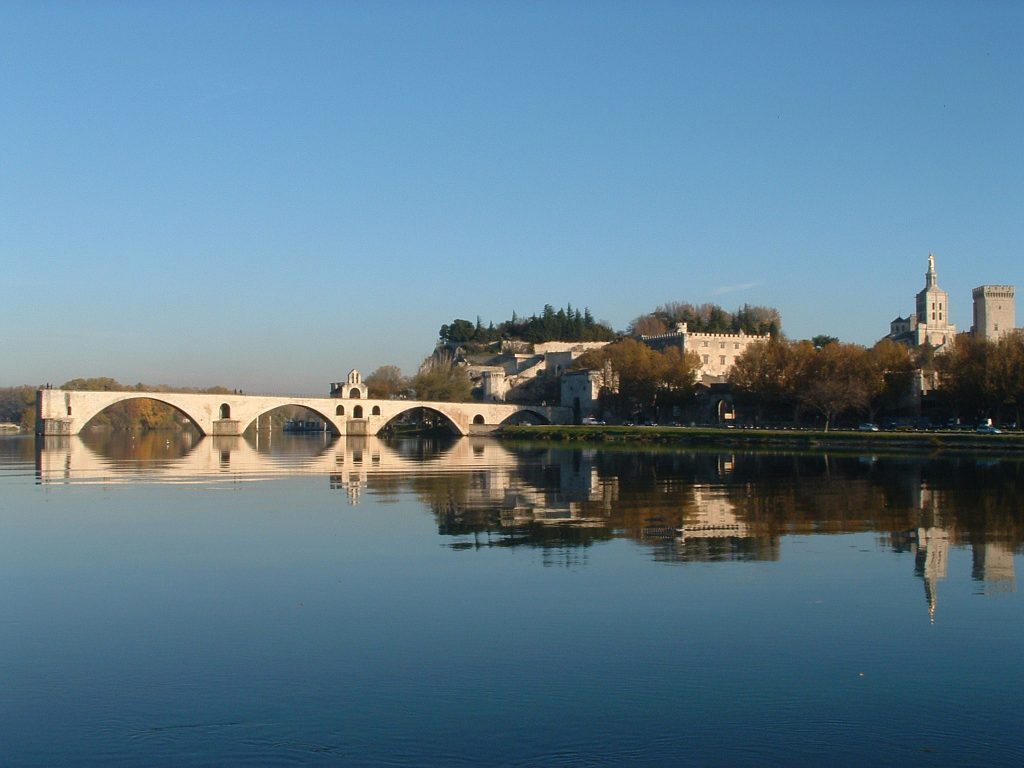
Il Pont Saint-Bénezet (1177–1188) ad Avignone, Vaucluse

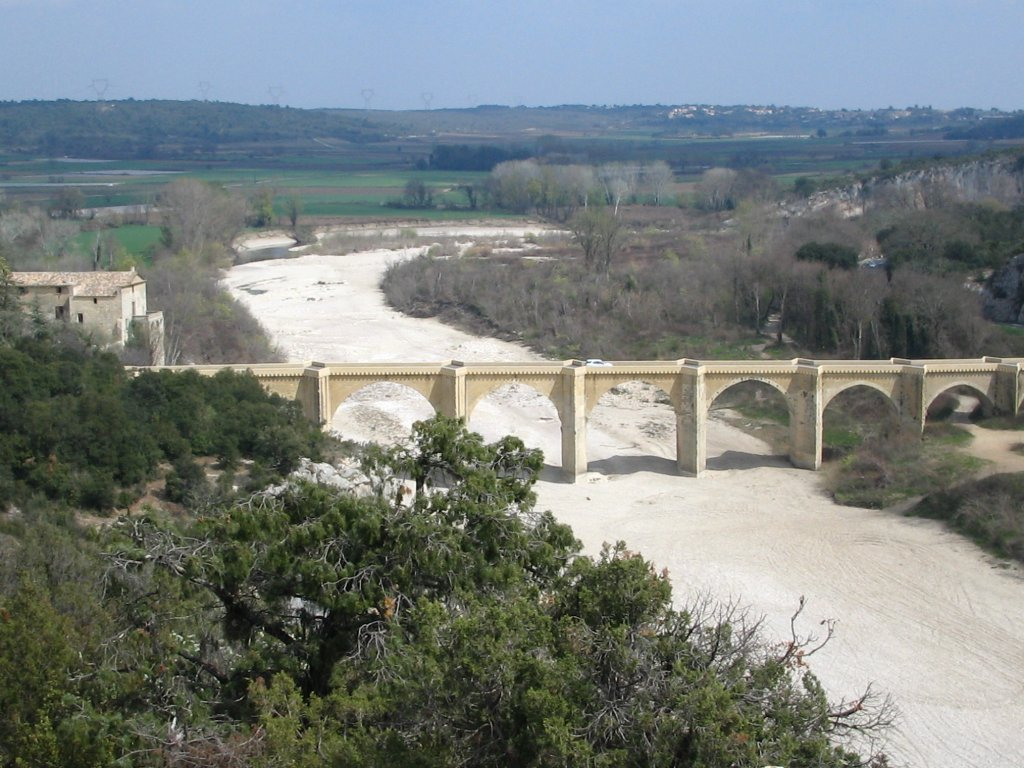
Il ponte Saint-Nicolas-de-Campagnac (1261) a Sainte-Anastasie, Gard

Ponte presso Albi (ca. 1035), Tarn

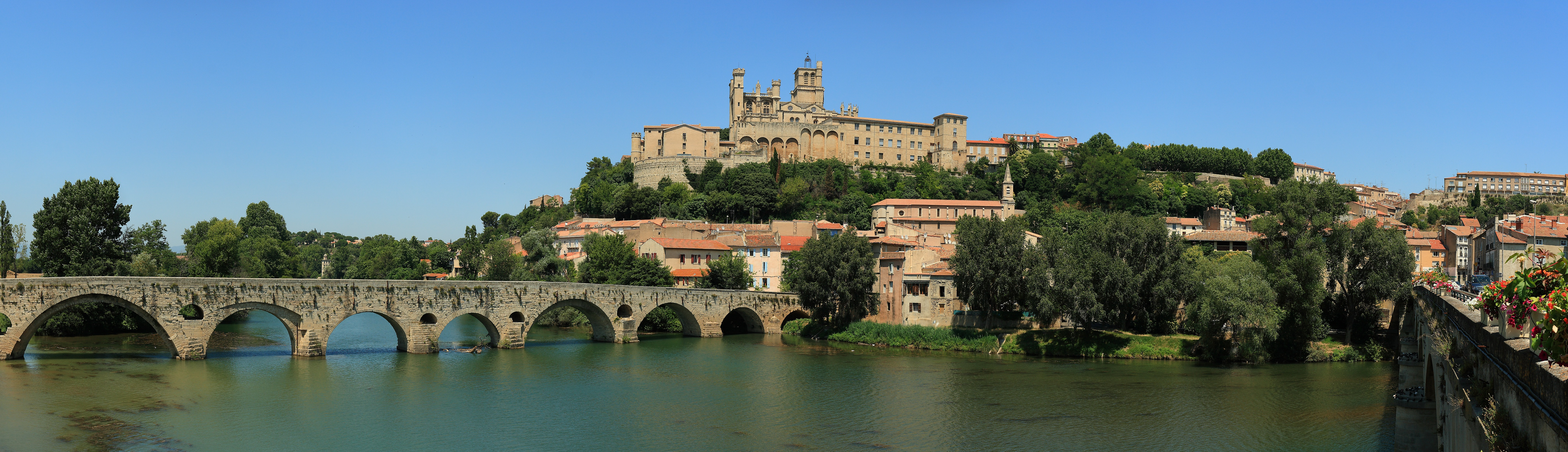
Ponte presso Béziers (ca. 1209), Hérault

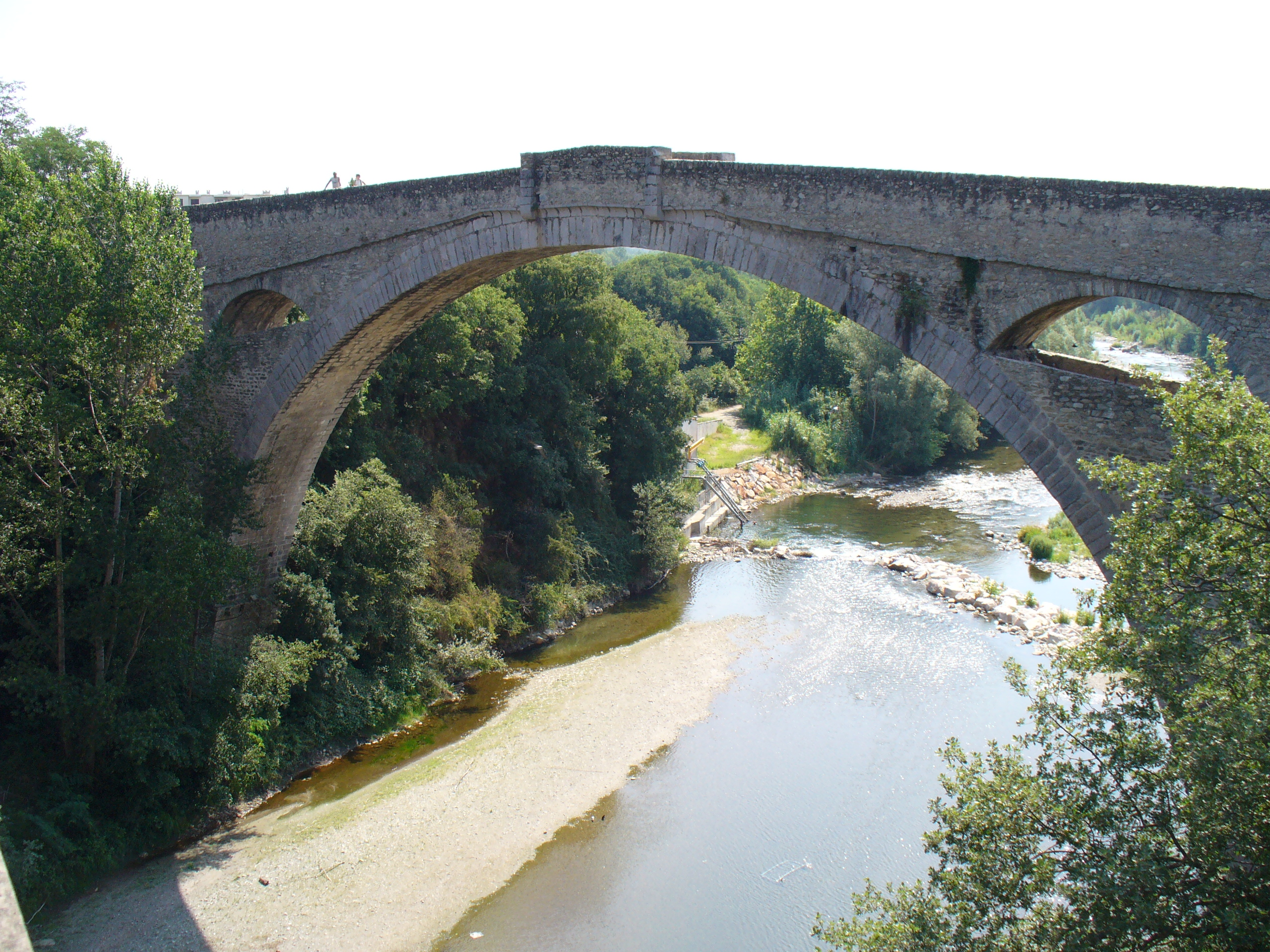
Il Pont du Diable (1321–1339) a Céret, Pyrénées-Orientales

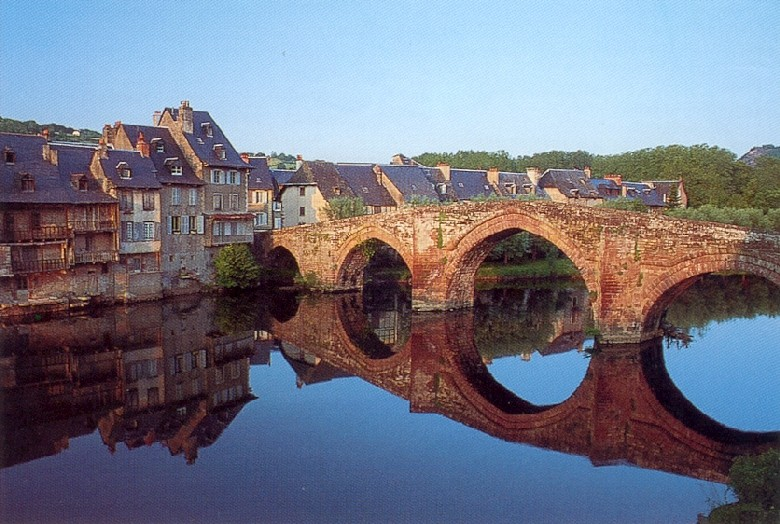
Il Pont-Vieux a Espalion (1060), Aveyron

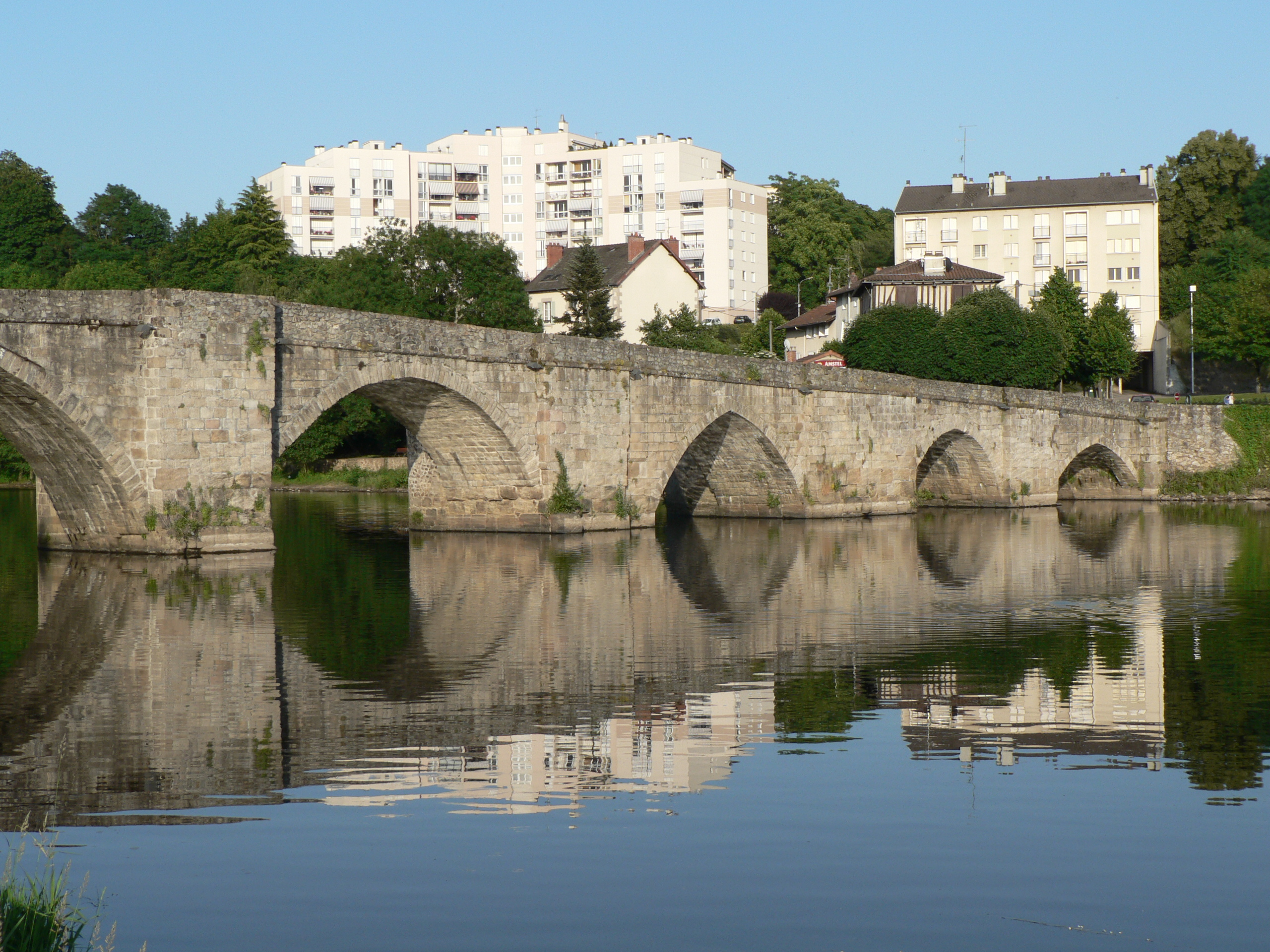
Il ponte romano ricostruito Pont-Saint-Martial (XII secolo) a Limoges, Alta Vienne

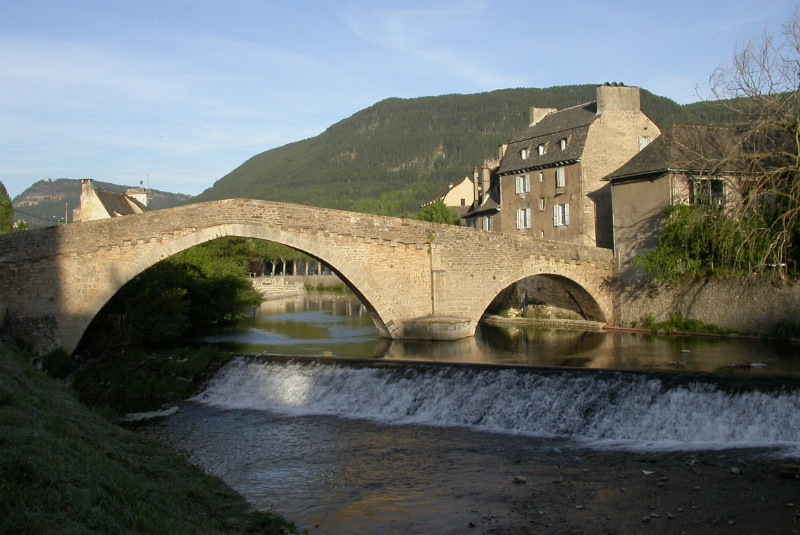
Il Pont Notre-Dame (XIV secolo) a Mende, Lozère

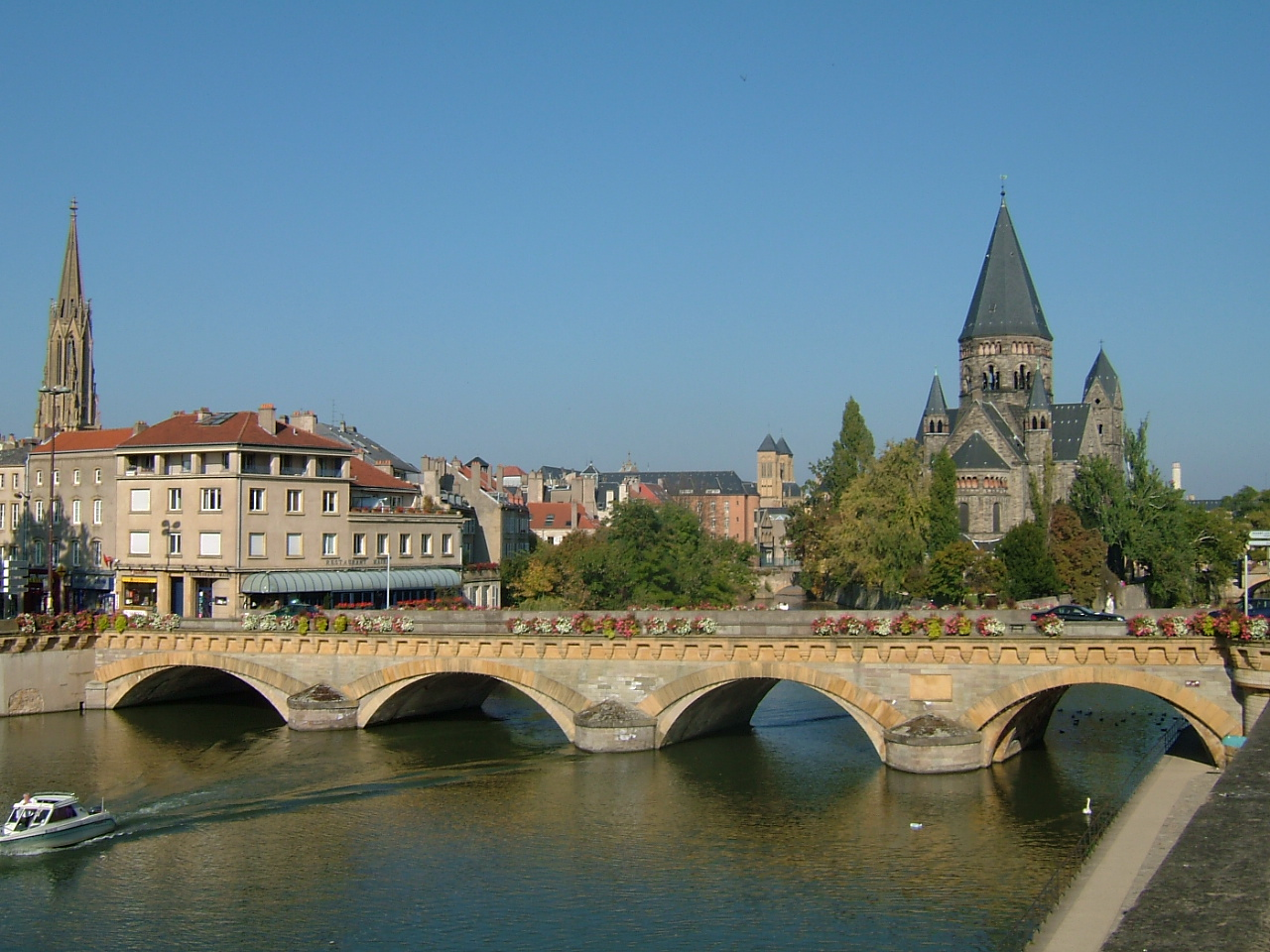
Pont-des-Morts o Moyen Pont (1222–1223) a Metz, Mosella

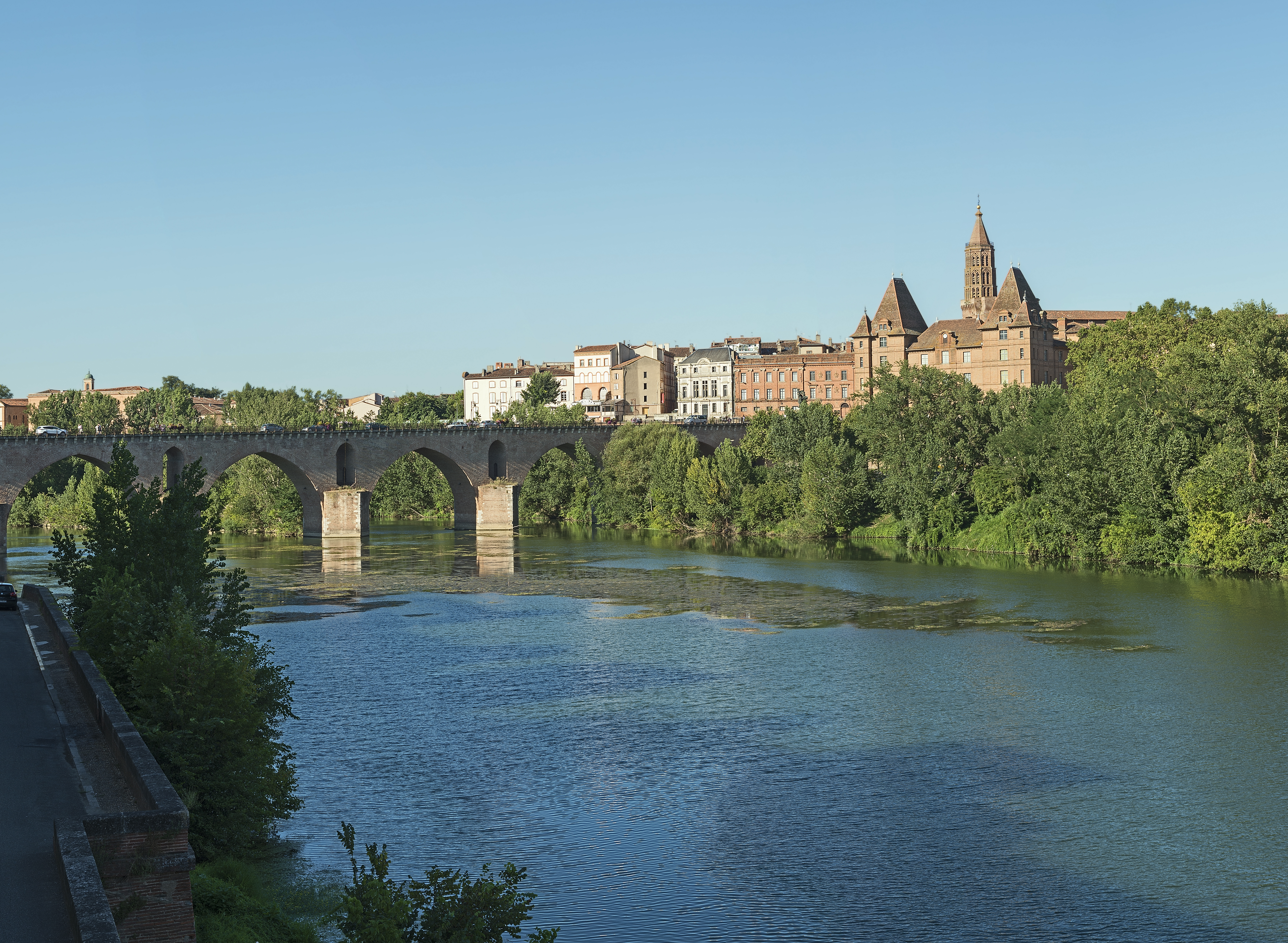
Ponte presso Montauban (ca. 1336), Tarn e Garonna

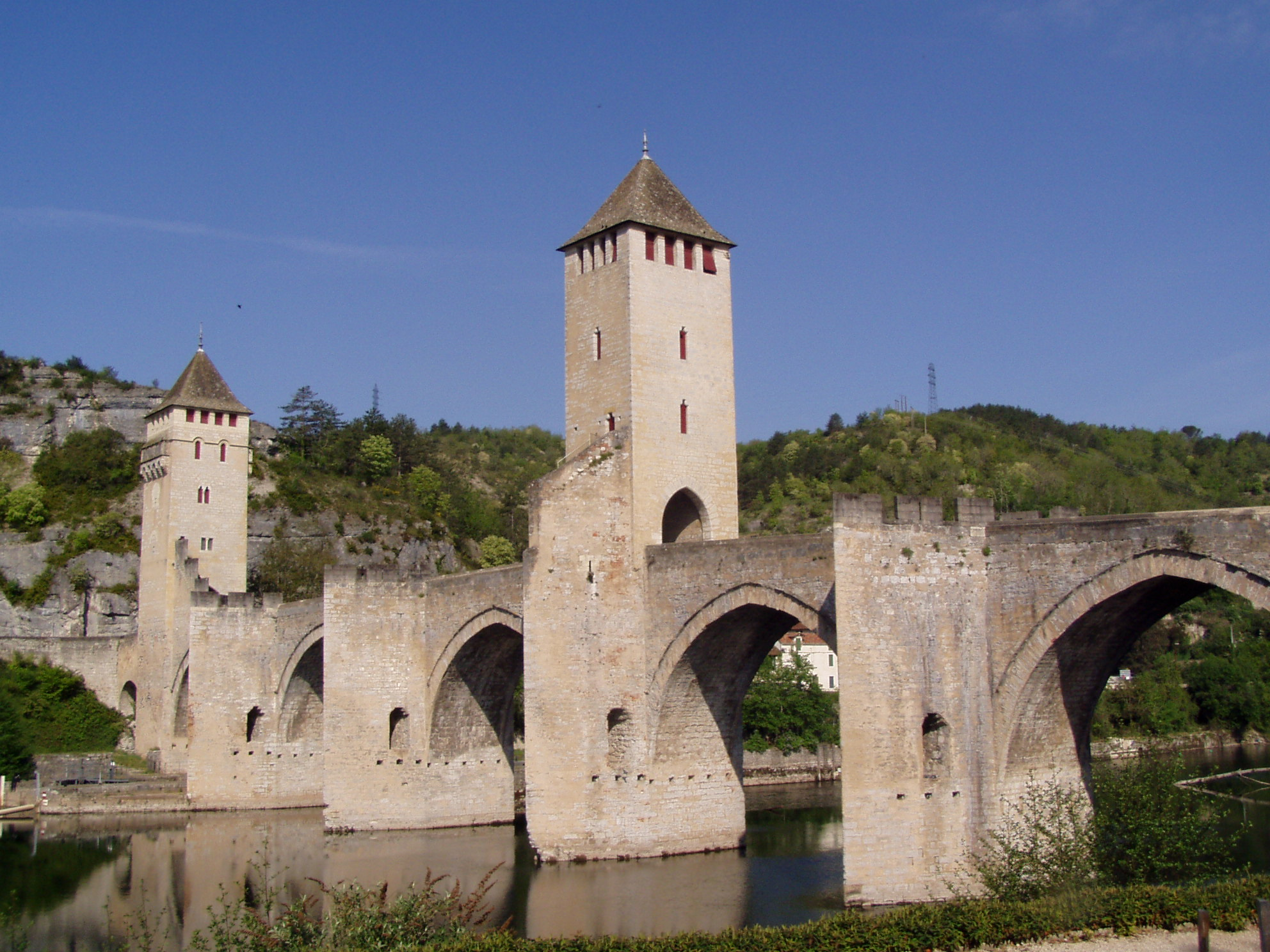
Il Ponte Valentré (1308–ca.1355) a Cahors, Lot

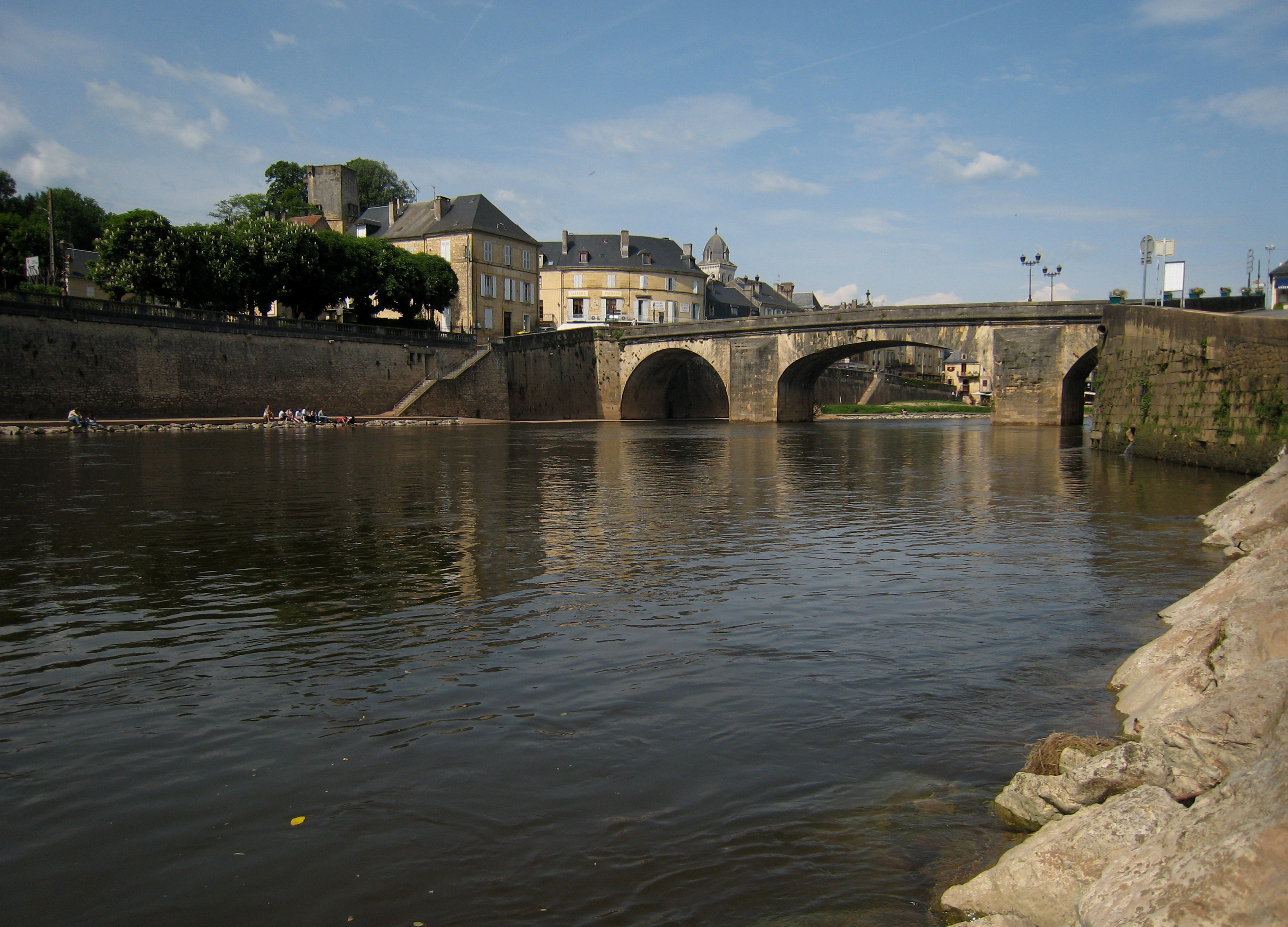
Ponte presso Montignac (XI secolo), Dordogna

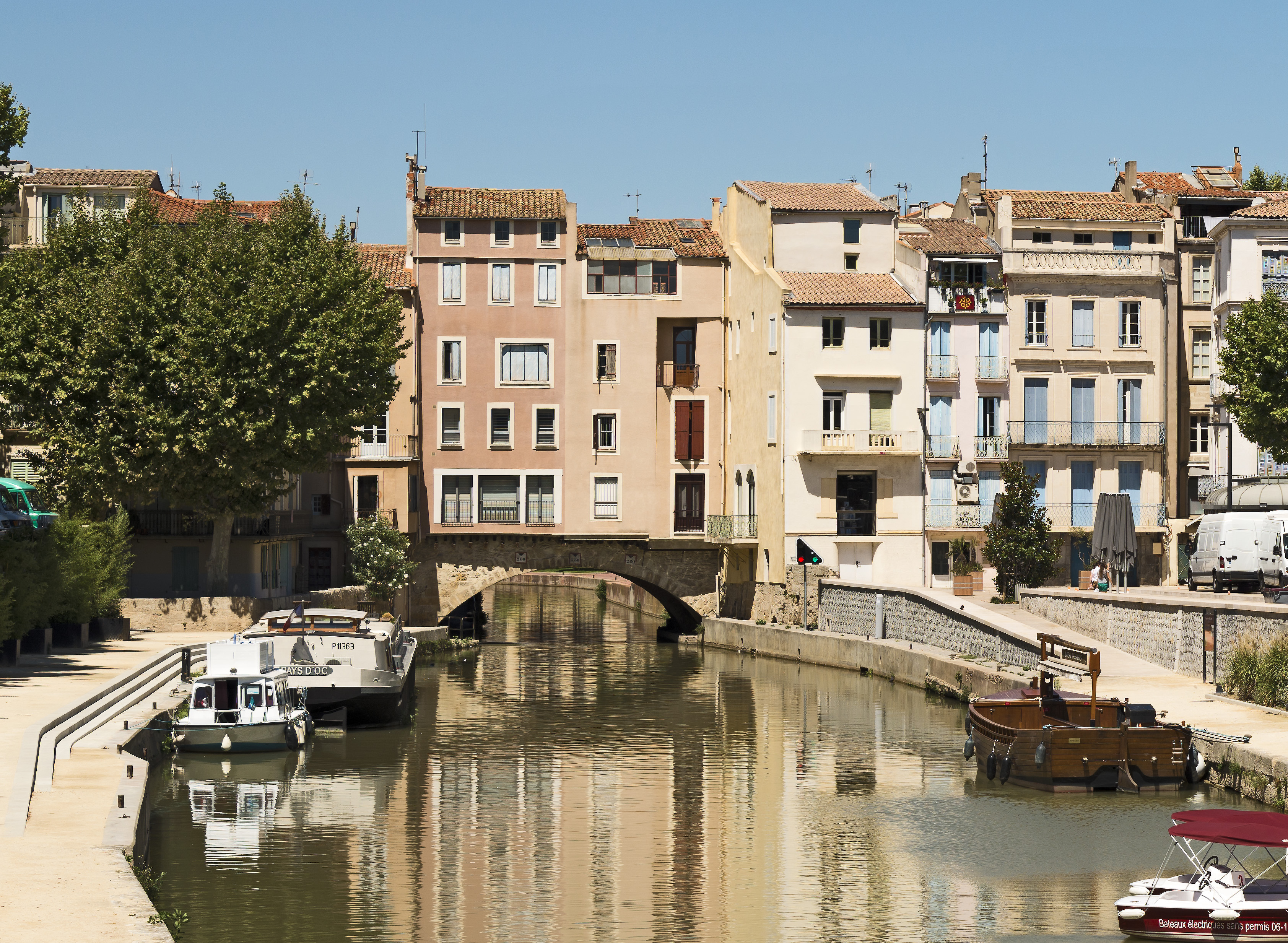
Ponte romano Pont des Marchands a Narbonne, Aude

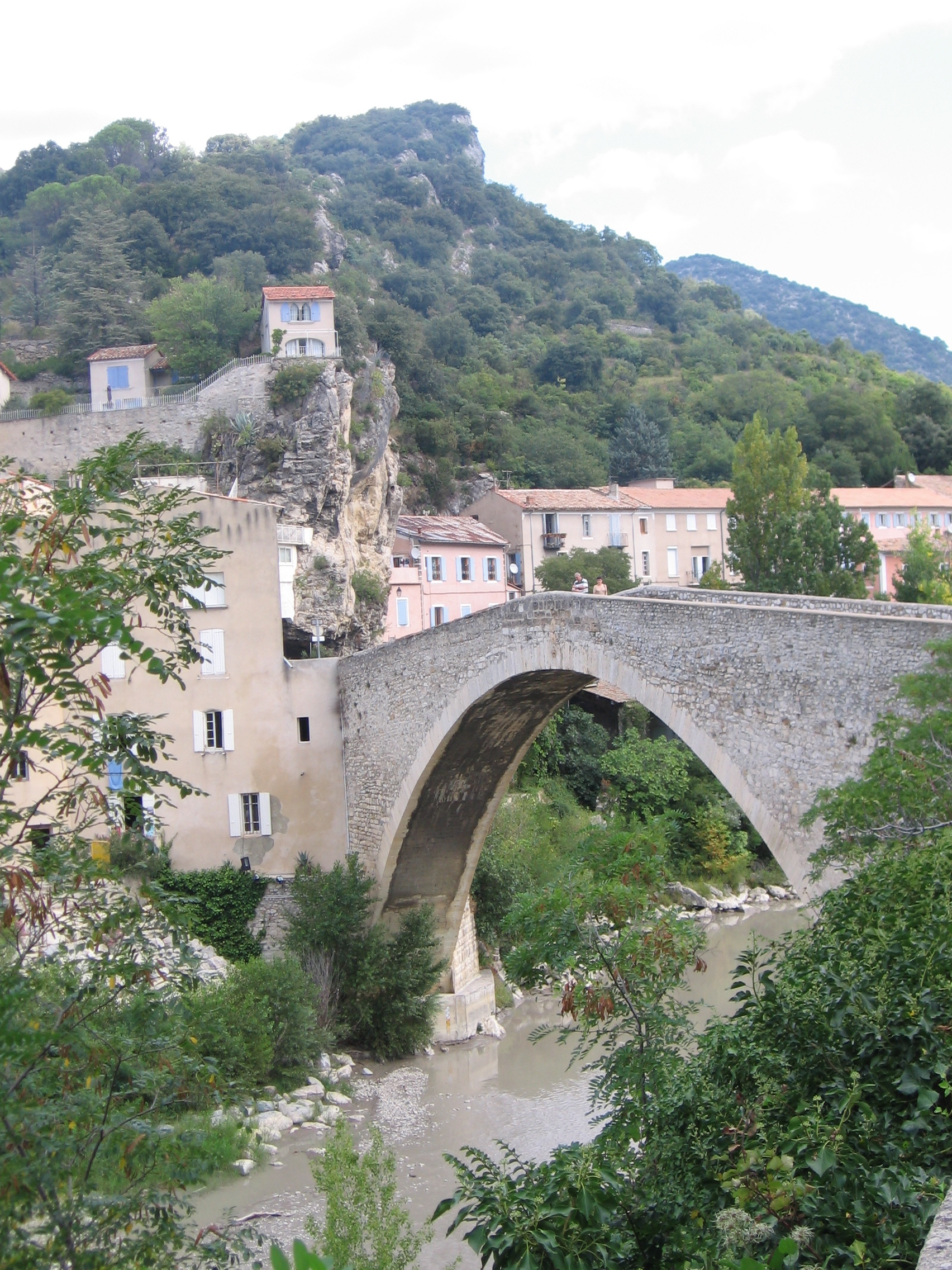
Il ponte Nyon (1361) a Nyons, Drôme

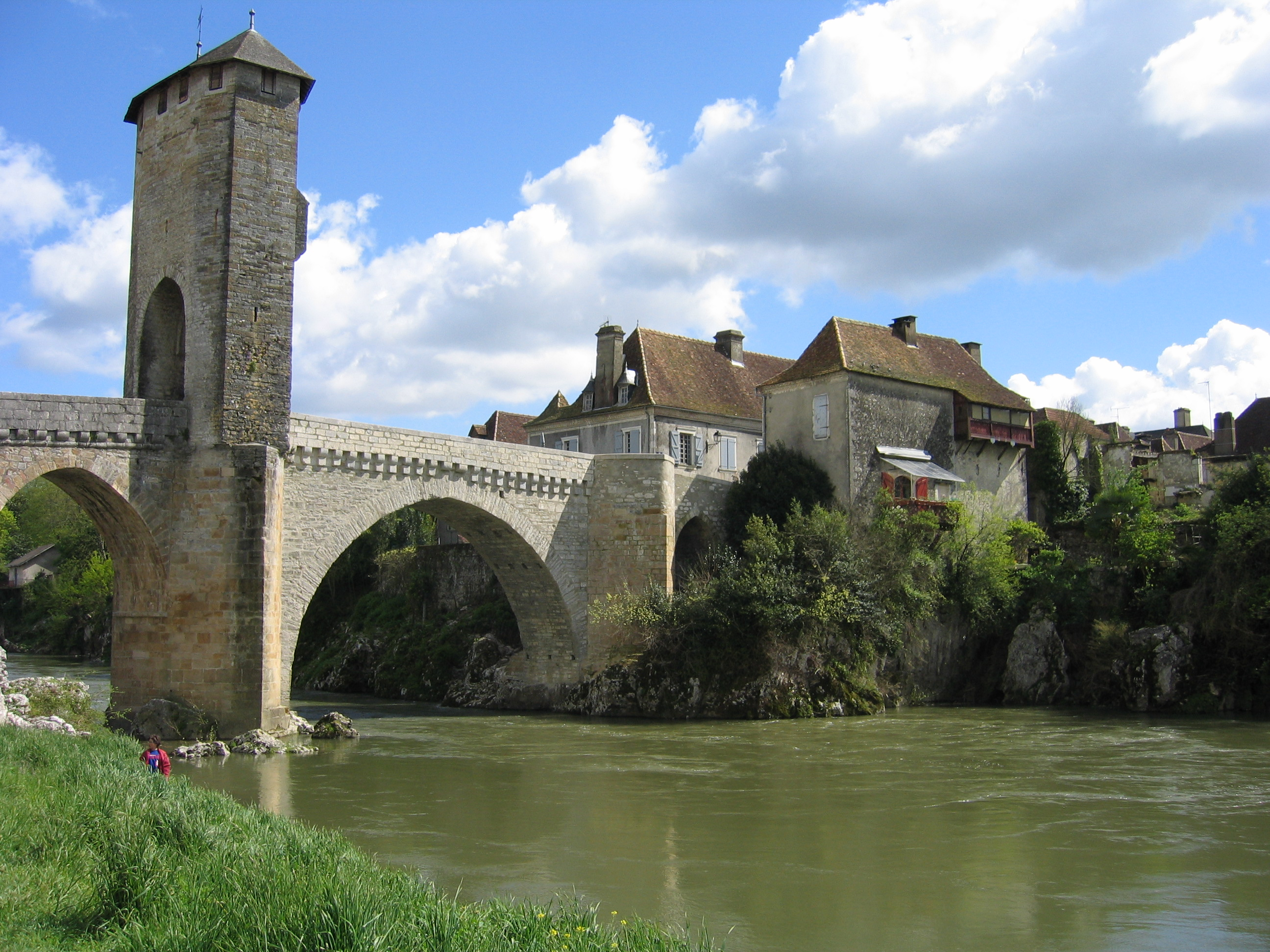
Ponte presso Orthez (1254), Pirenei Atlantici

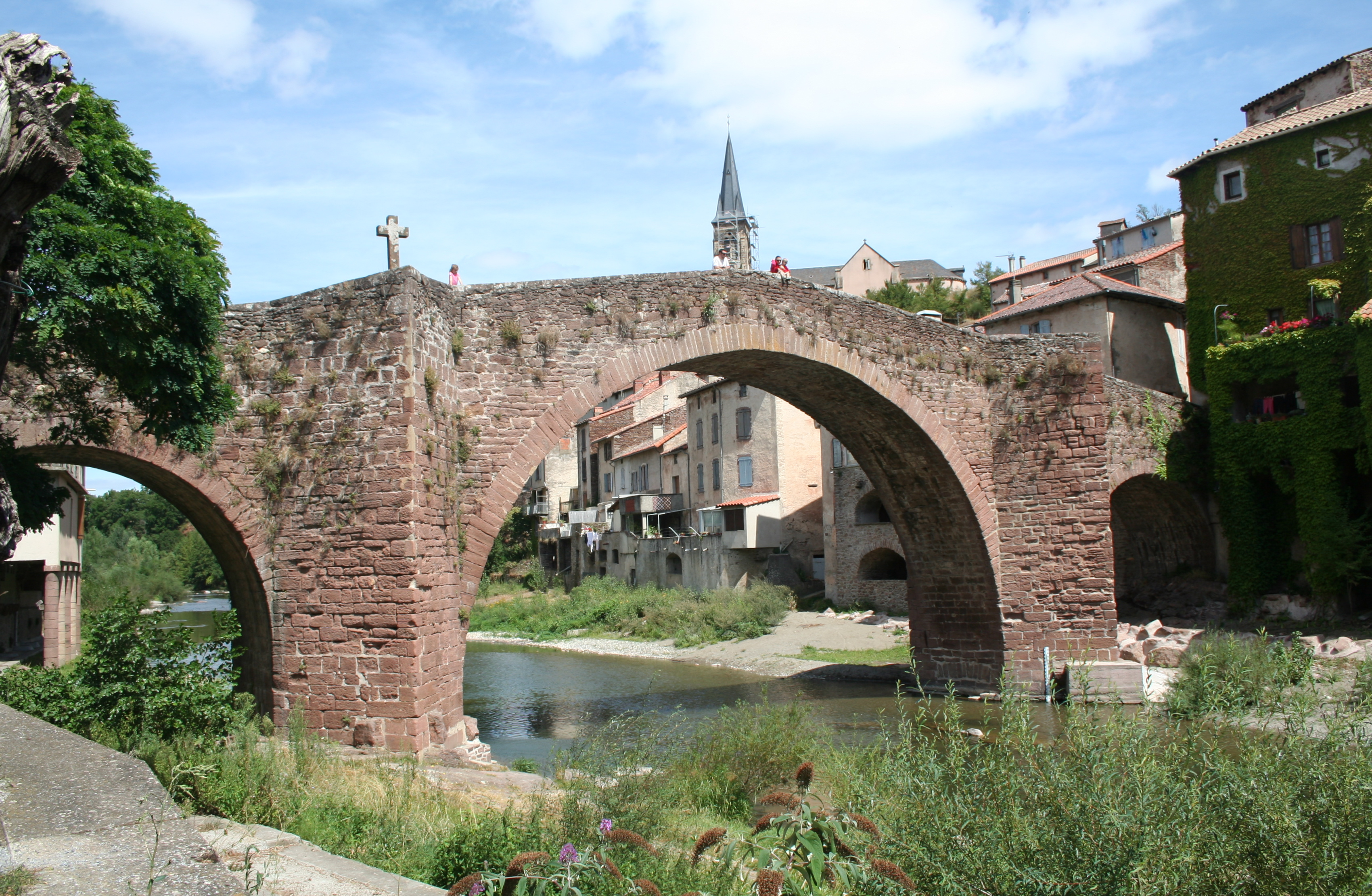
Ponte presso Pont-de-Camarès (1311), Aveyron

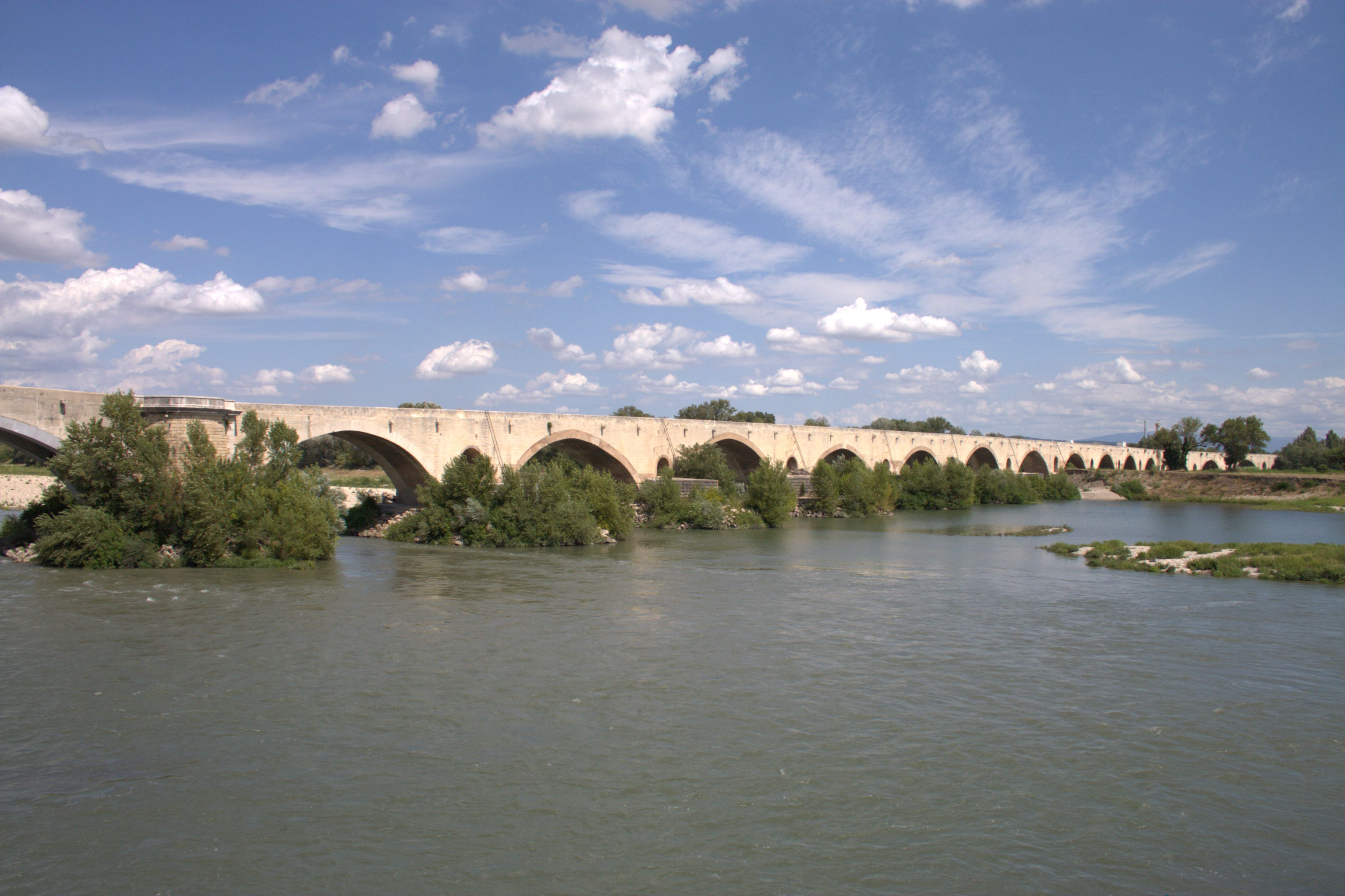
Ponte presso Pont-Saint-Esprit (1265), Gard

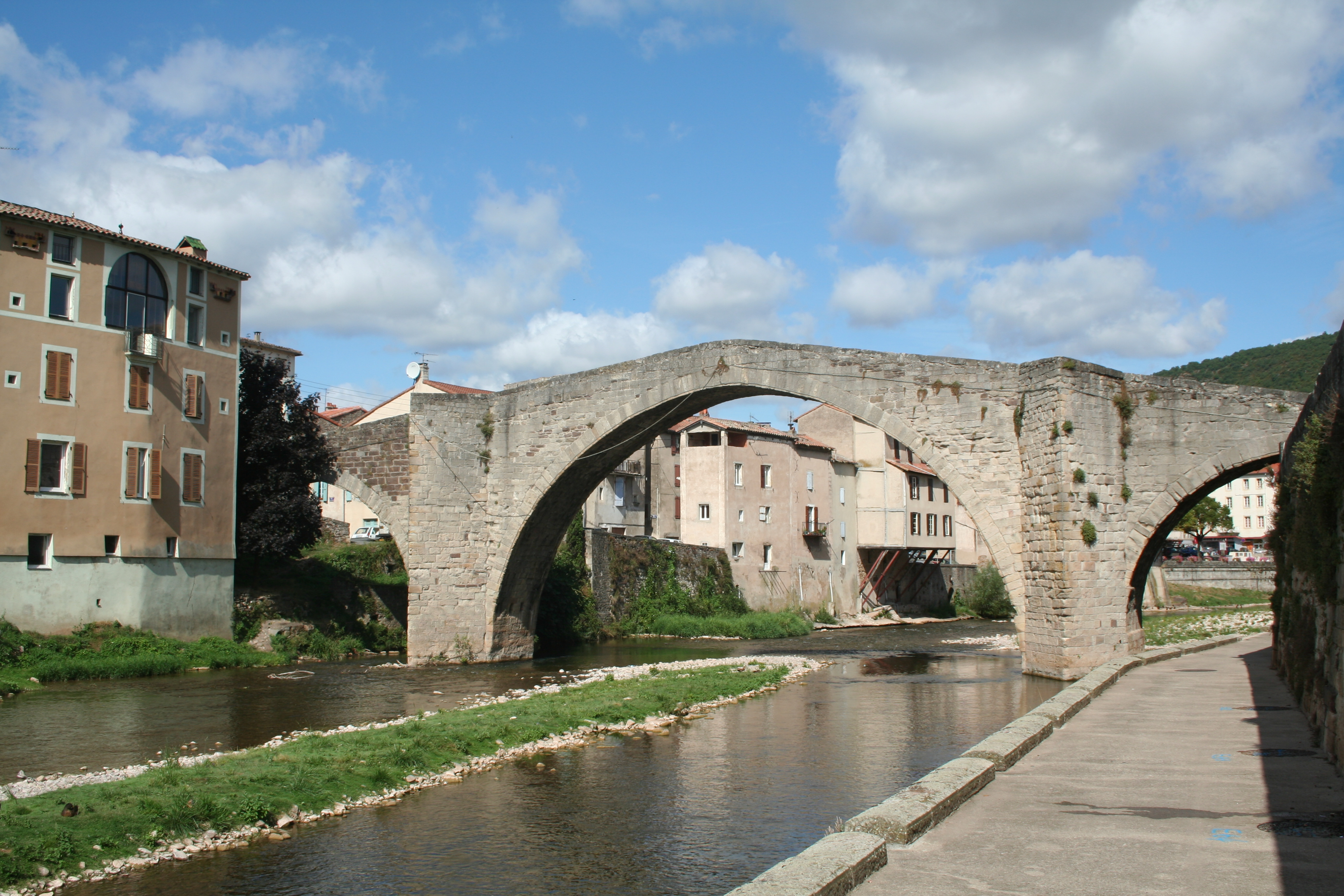
Ponte presso Saint-Affrique (1368), Aveyron

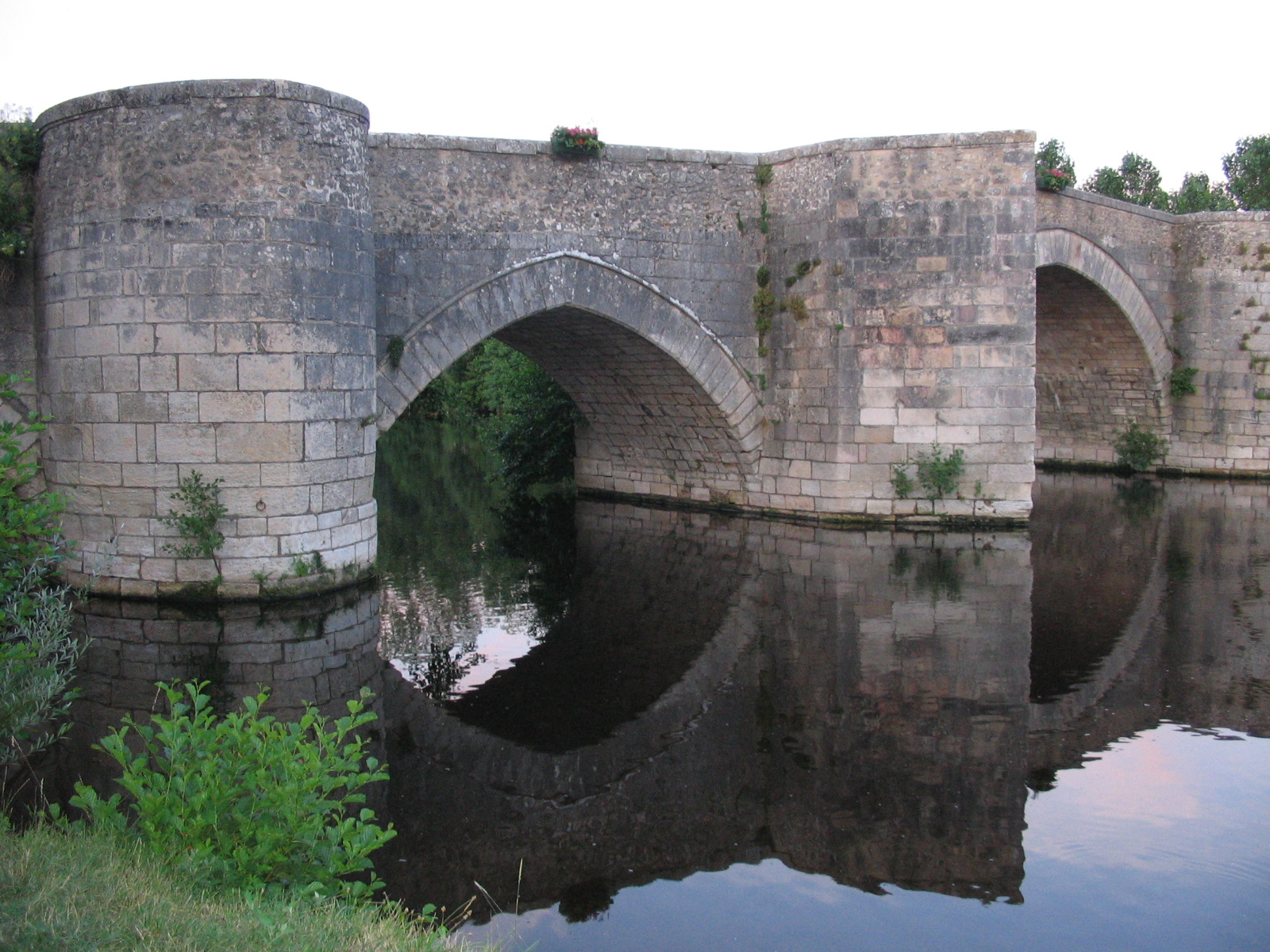
Ponte presso Saint-Savin sur Gartempe (XII o XIII secolo), Vienne

| Località                                                                                     | Dipartimento        | Note | Data                                                 |
| -------------------------------------------------------------------------------------------- | ------------------- | --- | ---------------------------------------------------- |
| Abbeville                                                                                    | Somme               | Pont-aux-Poissons | 1207                                                 |
| Agen                                                                                         | Lot e Garonna       | Discordanze fra il 1189 e la fine del XIII secolo. | 1189                                                 |
| Airvault                                                                                     | Deux-Sèvres         | | XI secolo.                                           |
| Albi                                                                                         | Tarn                | | Ca. 1035                                             |
| Amboise                                                                                      | Indre e Loira       | | 1110                                                 |
| Ambrussum                                                                                    | Gard, Hérault       | Pont Ambroix, sul Vidourle | Epoca romana                                         |
| Amiens                                                                                       | Somme               | Pont de la Bretesque | 1415                                                 |
| Andelys, Les                                                                                 | Eure                | | 1197                                                 |
| Angers                                                                                       | Maine e Loira       | | 1028                                                 |
| Angoulême                                                                                    | Charente            | Pont Saint-Cybard e Pons Sancti Eporchii | 1144–1149                                            |
| Arc-en-Barrois                                                                               | Alta Marna          | | 1157                                                 |
| Arcs-de-Parigny, Les                                                                         | Vienne              | | 980                                                  |
| Arc-sur-Tille                                                                                | Côte-d'Or           | | 1124                                                 |
| Arles                                                                                        | Bocche del Rodano   | Ponte romano già dal I secolo. | Epoca romana                                         |
| Ars-sur-Moselle                                                                              | Mosella             | Arx Arcus | 881 889                                              |
| Art-sur-Meurthe                                                                              | Meurthe e Mosella   | Arcus | 770                                                  |
| Auboiré                                                                                      | Mosella             | Vedi Metz |                                                      |
| Aurillac                                                                                     | Cantal              | Pont dal Boys, sul Jordanne | 1298                                                 |
| Ausque, presso Thérouanne                                                                    | Passo di Calais     | Bridge over the Hem | 1178                                                 |
| Autun                                                                                        | Saona e Loira       | | 1253                                                 |
| Auvers-sur-Oise                                                                              | Val-d'Oise          | | 885                                                  |
| Auxance, com. Chasseneuil                                                                    | Vienne              | |                                                      |
| Auxerre                                                                                      | Yonne               | | 1075                                                 |
| Avignone                                                                                     | Vaucluse            | Pont-Saint-Bénezet | 1177–1188                                            |
| Balme, La, com. Saint-Paul-d'Izeaux                                                          | Isère               | | XIV e XV secolo.                                     |
| Balme-en-Genevois, La, arr. Annecy                                                           | Alta Savoia         | | 1370                                                 |
| Baudement                                                                                    | Marna               | Due ponti | 1203                                                 |
| Bayonne                                                                                      | Pirenei Atlantici   | Pont Maior | 1298                                                 |
| Bayonne                                                                                      | Pirenei Atlantici   | Pont de Bertaco | 1381                                                 |
| Beaugency                                                                                    | Loiret              | | 1160–1182                                            |
| Beaumont                                                                                     | Yonne               | | 1185                                                 |
| Beaumont-sur-Oise                                                                            | Seine-et-Oise       | | 1143–1145                                            |
| Beaumont-sur-Sarthe                                                                          | Sarthe              | | XII secolo.                                          |
| Beauvais                                                                                     | Oise                | | 1122                                                 |
| Belcastel                                                                                    | Aveyron             | |                                                      |
| Bergerac                                                                                     | Dordogna            | | 1209                                                 |
| Besançon                                                                                     | Doubs               | | Epoca antica e medievale                             |
| Béziers                                                                                      | Hérault             | | 1209                                                 |
| Bigaroque                                                                                    | Dordogna            | | 1243                                                 |
| Blanzy                                                                                       | Saona e Loira       | | 1305                                                 |
| Blau                                                                                         | Aude                | | 1259                                                 |
| Blois                                                                                        | Loir-et-Cher        | | 1078                                                 |
| Bognens, Le pont de, com. Andert-et-Condon                                                   | Ain                 | | 1290                                                 |
| Boisseron                                                                                    | Hérault             | | Epoca romana                                         |
| Bonevi, presso Lorrez-le-Bocage                                                              | Senna e Marna       | | 1202                                                 |
| Bonpas                                                                                       | Vaucluse            | | 1166                                                 |
| Bordeaux                                                                                     | Gironde             | | 1292                                                 |
| Boudelin, com. Fontaine                                                                      | Aube                | | 1231                                                 |
| Bourges                                                                                      | Cher                | Ponte verso un vigneto | 1095                                                 |
| Bouveruel, nel baliato di Rouen                                                              | Senna Marittima     | | 1334                                                 |
| Bouxières-aux-Dames, cant. Nancy-Est                                                         | Meurthe e Mosella   | | 1073                                                 |
| Brantôme                                                                                     | Dordogna            | Pont du Monastère | 1474                                                 |
| Breuilpont                                                                                   | Eure                | | 1336                                                 |
| Bréval                                                                                       | Seine-et-Oise       | | 1202                                                 |
| Brèves                                                                                       | Nièvre              | Sul fiume Yonne | Epoca gallo-romana                                   |
| Brezolles                                                                                    | Eure-et-Loir        | Pontchartrain in Brezolles sul Nouvette | Epoca gallo-romana                                   |
| Briare                                                                                       | Loiret              | Sulla Loira | Epoca gallo-romana                                   |
| Brières                                                                                      | Ardennes            | | Epoca gallo-romana                                   |
| Brieulles-sur-Bar                                                                            | Ardennes            | | Epoca gallo-romana                                   |
| Brieulles-sur-Meuse                                                                          | Mosa                | Chiamato Briodurum nell'XI-XII secolo. | XI secolo.                                           |
| Brimeux                                                                                      | Passo di Calais     | | 1292                                                 |
| Brioude                                                                                      | Alta Loira          | | Epoca gallo-romana                                   |
| Brioux, sia Brioux-sur-Boutonne o Luché-sur-Brioux                                           | Deux-Sèvres         | | Epoca gallo-romana                                   |
| Briovera, dopo Saint-Lô                                                                      | Manche              | | Epoca gallo-romana                                   |
| Brissac                                                                                      | Maine e Loira       | | 1162                                                 |
| Brissarthe                                                                                   | Maine e Loira       | | Epoca gallo-romana                                   |
| Brives                                                                                       | Indre               | | Epoca gallo-romana                                   |
| Brives (com. di Mayenne)                                                                     | Mayenne             | | Epoca gallo-romana                                   |
| Brive-la-Gaillarde                                                                           | Corrèze             | | Epoca gallo-romana; VI secolo.                       |
| Brives-sur-Charente                                                                          | Charente Marittima  | | Epoca gallo-romana                                   |
| Brivodura                                                                                    | Yonne               | Vedi Pontaubert |                                                      |
| Brivodurum                                                                                   | Eure                | Vedi Pont-Audemer |                                                      |
| Bugue, Le                                                                                    | Dordogna            | Sul Vézère | 1463                                                 |
| Cahors                                                                                       | Lot                 | Pont Neuf Ponte Valentré | Epoca romana 1251 1308–ca.1355                       |
| Cajarc                                                                                       | Lot                 | | 1222                                                 |
| Calais                                                                                       | Passo di Calais     | | 1390                                                 |
| Campagnac, com. Sainte-Anastasie                                                             | Gard                | Pont-de-Saint-Nicolas de Campagnac | 1261                                                 |
| Carbonne                                                                                     | Haute-Garonne       | Ricostruito | 1356                                                 |
| Carcassone                                                                                   | Aude                | | 1184                                                 |
| Castres                                                                                      | Tarn                | Riparazione dei Pont Bielh e Pont de Navès | 1391                                                 |
| Céret                                                                                        | Pyrénées-Orientales | Pont du Diable | 1321–1339                                            |
| Chabris                                                                                      | Indre               | | Epoca Gallo-romana                                   |
| Chalonnes-sur-Loire                                                                          | Maine e Loira       | | 1138–1148                                            |
| Châlons-sur-Marne                                                                            | Marna               | | 1164                                                 |
| Chalon-sur-Saône                                                                             | Saona e Loira       | Ponte romano; nel 1415 Pont Saint-Vincent costruito su base di quello romano | Epoca romana; 1415                                   |
| Charenton                                                                                    | Valle della Marna   | | Epoca Gallo-romana e VII secolo.                     |
| Charité-sur-Loire, La                                                                        | Nièvre              | | 1482                                                 |
| Chartres                                                                                     | Eure-et-Loir        | Pont de Falaise | 1374–1454                                            |
| Chartroussas, cant. Guignan, com. Roussac                                                    | Drôme               | | 1334                                                 |
| Château-Gaillard                                                                             | Eure                | Vedi Andelys, Les |                                                      |
| Château-Gontier                                                                              | Mayenne             | | 1080                                                 |
| Châteauneuf-de-Mazenc, cant. Dieulefit                                                       | Drôme               | | 1462                                                 |
| Châteauneuf-sur-Sarthe                                                                       | Maine e Loira       | | 1136–1138                                            |
| Château-Thierry                                                                              | Aisne               | | 1287                                                 |
| Châtellerault                                                                                | Vienne              | | Ca. 1060                                             |
| Chaudefonds-sur-Layon                                                                        | Maine e Loira       | | 1451                                                 |
| Chauvigny                                                                                    | Vienne              | | Ca. 1080                                             |
| Cheney, cant. Seignelay                                                                      | Yonne               | | 1185                                                 |
| Chérisy, near Argenteuil                                                                     | Seine-et-Oise       | | 1266                                                 |
| Chinon                                                                                       | Indre e Loira       | | 1115–1126                                            |
| Chocques                                                                                     | Passo di Calais     | Ponte levatoio di un castello | 1170–1191                                            |
| Choisy-au-Bac                                                                                | Oise                | | 1248                                                 |
| Claix                                                                                        | Isère               | Vedi Grenoble |                                                      |
| Clamecy                                                                                      | Nièvre              | | 1147                                                 |
| Coëmont, cant. Château-du-Loir, arr. Mans                                                    | Sarthe              | | XI secolo.                                           |
| Comines                                                                                      | Nord                | | Ca. 1350                                             |
| Compiègne                                                                                    | Oise                | | Ca. 876; 1112                                        |
| Comporté, comuni di Saint-Macoux e Saint-Saviol                                              | Vienne              | Pont de Compourte | 1432                                                 |
| Condom                                                                                       | Gers                | Ricostruito | 1281                                                 |
| Conflans                                                                                     | Savoie              | Pont de Conflans, sull'Arly |                                                      |
| Confolens                                                                                    | Charente            | Sul fiume Vienne | Ca. 1110–1140                                        |
| Conques                                                                                      | Aude                | Pont de Vilar | 1083                                                 |
| Corbeil                                                                                      | Seine-et-Oise       | | 1301                                                 |
| Cornil                                                                                       | Corrèze             | | 1103                                                 |
| Corre, La, com. Champ-sur-Barse                                                              | Aube                | | 1215                                                 |
| Couilly                                                                                      | Senna e Marna       | Vedi Pont-aux-Dames |                                                      |
| Coulanges-sur-Yonne                                                                          | Yonne               | | XII e XIII secolo.                                   |
| Coutances                                                                                    | Manche              | Sul fiume Vire | 1024–1093                                            |
| Cravant                                                                                      | Yonne               | | 1368                                                 |
| Creil                                                                                        | Oise                | | 1415                                                 |
| Cuisery                                                                                      | Saona e Loira       | Sul fiume Seille | 1350                                                 |
| Decize                                                                                       | Nièvre              | | 1225                                                 |
| Digione                                                                                      | Côte-d'Or           | Pont Arnault; ponte in legno | 1395–1396                                            |
| Donchery                                                                                     | Ardenne             | | 1322                                                 |
| Dormans                                                                                      | Marna               | | 1258–1259                                            |
| Douve, com. Carentan                                                                         | Manche              | | 1346                                                 |
| Durtal                                                                                       | Maine e Loira       | | XI secolo.                                           |
| Entraygues-sur-Truyère                                                                       | Aveyron             | Pont Notre-Dame, sul fiume Lot ponte sulla Truyère | 1269 XIV secolo.                                     |
| Escautpont                                                                                   | Nord                | Pons Scaldis Scalpons | Tavola Peutingeriana 921                             |
| Espalion                                                                                     | Aveyron             | Pont-Vieux | 1060                                                 |
| Estaing, com. Monastier                                                                      | Alta Loira          | | 1329                                                 |
| Étampes                                                                                      | Seine-et-Oise       | | 1060–1108                                            |
| Évreux                                                                                       | Eure                | Pont Saint | 1245                                                 |
| Fénétrange                                                                                   | Meurthe e Mosella   | Pons Saravi | Tavola Peutingeriana                                 |
| La Ferté-Milon                                                                               | Aisne               | | 1349                                                 |
| Figeac                                                                                       | Lot                 | | 1291                                                 |
| Flogny, arr. Tonnerre                                                                        | Yonne               | | 1224                                                 |
| Florent                                                                                      | Marna               | Pont-de-Rêmes | Epoca Gallo-Romana                                   |
| Fontaine-Daniel, abbey, com. Saint-Georges-Buttavent                                         | Mayenne             | Ponte sul Mayenne Pont-David | 1209 1231                                            |
| Fontaine-le-Port                                                                             | Senna e Marna       | | 1204–1205                                            |
| Fouchères                                                                                    | Aube                | | 1220                                                 |
| Frégère                                                                                      | Aveyron             | Vedi Najac |                                                      |
| Gaillac                                                                                      | Tarn                | | 1256                                                 |
|                                                                                              | Gers                | Due ponti sul Gers | Ca. 1060                                             |
| Gien                                                                                         | Loiret              | | 1458                                                 |
| Gières                                                                                       | Isère               | Pont de Gières | XIV secolo.                                          |
| Gisors                                                                                       | Eure                | | 1184                                                 |
| Goncelin, fra Goncelin e Le Touvet                                                           | Isère               | Pont de Goncelin, sull'Isère | 1270                                                 |
| Gournay-sur-Marne                                                                            | Seine-et-Oise       | | 1147                                                 |
| Grenade                                                                                      | Haute-Garonne       | | 1309                                                 |
| Grenoble                                                                                     | Isère               | Pont du Drac, vicino a Claix Pont-Saint-Jaymes Pont de Porte-Traine | 1219 XIV secolo. 1378–1379                           |
| Grignan                                                                                      | Drôme               | Sulla strada per Grillon (Vaucluse) | 1436                                                 |
| L'Île-Bouchard                                                                               | Indre e Loira       | Pont de Saint-Gilles verso L'Île-Bouchard | 1451                                                 |
| L'Isle-Adam                                                                                  | Seine-et-Oise       | | 1415                                                 |
| Isle-de-Pons, L', com. Ligugé                                                                | Vienne              | Sul fiume Clain | 1420                                                 |
| Isle-en-Périgord                                                                             | Dordogna            | Vedi Lisle |                                                      |
| Jargeau                                                                                      | Loiret              | | XIII secolo.                                         |
| Jarrie                                                                                       | Isère               | | Ca. 1310                                             |
| Joigny                                                                                       | Yonne               | | XIII secolo.                                         |
| Jouars-Pontchartrain                                                                         | Seine-et-Oise       | | Epoca Gallo-Romana                                   |
| Juvardeil                                                                                    | Maine e Loira       | | 1075                                                 |
| Juvisy, cant. Longjumeau, arr. Corbeil                                                       | Seine-et-Oise       | | XIII secolo.                                         |
| Lagny                                                                                        | Senna e Marna       | Distrutto in quello stesso anno | 1432                                                 |
| Lalinde                                                                                      | Dordogna            | Ponte a pedaggio | 1289                                                 |
| Laval                                                                                        | Mayenne             | | 1170                                                 |
| Lectoure                                                                                     | Gers                | | 1485                                                 |
| Lézigny, com. Mailly-la-Ville                                                                | Yonne               | | 1241                                                 |
| Limoges                                                                                      | Alta Vienne         | Pont-Saint-Martial, su base romana Pont-Saint-Etienne; entrambi in uso nel XII secolo. | Epoca Romana XII secolo.                             |
| Limoux                                                                                       | Aude                | | 1318                                                 |
| Lisle                                                                                        | Dordogna            | Isle-en-Périgord | 1309                                                 |
| Livron-sur-Drôme                                                                             | Drôme               | | 1471                                                 |
| Longpont                                                                                     | Aisne               | | 1118                                                 |
| Lorrez-le-Bocage                                                                             | Senna e Marna       | Vedi Bonevi |                                                      |
| Lorris                                                                                       | Loiret              | | 1292                                                 |
| Louviers                                                                                     | Eure                | | Ca. 1027                                             |
| Lione                                                                                        | Rhône               | Pont-de-Saône Pont-de-la-Guillotière | 1050 1180-1182                                       |
| Mâcon                                                                                        | Saona e Loira       | Ricostruito in quella data | 1362–1367                                            |
| Magny-en-Vexin                                                                               | Seine-et-Oise       | Due ponti | 1260                                                 |
| Maguelone                                                                                    | Hérault             | | Ca. 1129–ca. 1158                                    |
| Mailly-la-Ville                                                                              | Yonne               | Successivamente lasciato in degrado | XIV secolo.                                          |
| Mailly-le-Château                                                                            | Yonne               | | XV secolo.                                           |
| Le Mans                                                                                      | Sarthe              | Pont Perrin Pont Ysoard or Ysoir | XII secolo. 1067–1078                                |
| Mantes                                                                                       | Seine-et-Oise       | | 1185                                                 |
| Marcigny                                                                                     | Saona e Loira       | | XII secolo.                                          |
| Marquefave                                                                                   | Haute-Garonne       | | 1413                                                 |
| Marsiglia                                                                                    | Bocche del Rodano   | Pont des Béroards Pont de Velut | 1255 1352 1436                                       |
| Mathefelon, com. Tiercé                                                                      | Maine e Loira       | Ricostruito in quella data | 1454                                                 |
| Mauléon                                                                                      | Pirenei Atlantici   | | 1289                                                 |
| Mayenne                                                                                      | Mayenne             | | 1028                                                 |
| Meaux                                                                                        | Senna e Marna       | | 991                                                  |
| Melun                                                                                        | Senna e Marna       | | 1212                                                 |
| Mende                                                                                        | Lozère              | Pont Notre-Dame | XIV secolo.                                          |
| Mesnil-Durand, Le                                                                            | Calvados            | Pont Alerie (=Pontalery) | 1320                                                 |
| Metz                                                                                         | Mosella             | Pont Saint-Georges Pont-des-Morts or Moyen Pont Pont-Thiffroy Le Grand Pont des Morts Anche a Auboiré vicino a Metz | XIII secolo. 1222–1223 1222 1245 1240                |
| Meulan                                                                                       | Seine-et-Oise       | | 1182                                                 |
| Meung                                                                                        | Loiret              | | 13th cent.                                           |
| Mézières                                                                                     | Ardenne             | Repairs | 1497–1498                                            |
| Millançay                                                                                    | Loir-et-Cher        | | 1387–1389                                            |
| Millau                                                                                       | Aveyron             | Pont Vieux New bridge | Before 1156 Before 1286                              |
| Moissac                                                                                      | Tarn e Garonna      | | 1120                                                 |
| Montargis                                                                                    | Loiret              | | 1234                                                 |
| Montauban                                                                                    | Tarn e Garonna      | | Ca. 1336                                             |
| Montélimar                                                                                   | Drôme               | | 1360                                                 |
| Montereau-Faut-Yonne                                                                         | Senna e Marna       | | Ca. 1016–1037                                        |
| Montferrand                                                                                  | Puy-de-Dôme         | | 1308                                                 |
| Montier-en-Der                                                                               | Alta Marna          | | 876                                                  |
| Montignac                                                                                    | Dordogna            | Over the Vézère; Stone piers | 11th cent.                                           |
| Montignac-le-Petit                                                                           | Dordogna            | Over the Ille | 1281                                                 |
| Montmorot, sobborgo di Lons-le-Saulnier                                                      | Jura                | | 1439                                                 |
| Montolieu                                                                                    | Aude                | | 1392                                                 |
| Montouron                                                                                    | Maine e Loira       | | 1458                                                 |
| Montpellier                                                                                  | Hérault             | Pont sur le Lève | 1267                                                 |
| Montpont, arr. Riberac                                                                       | Dordogna            | | 1376                                                 |
| Montréal                                                                                     | Gers                | | 1411                                                 |
| Montréal, cant. Isle-au-Serain                                                               | Yonne               | Moulin du pont | 1204                                                 |
| Montreuil-Bonnin, com. Vouillé                                                               | Vienne              | On the Boivre |                                                      |
| Montreuillon                                                                                 | Nièvre              | | 1213                                                 |
| Montségur                                                                                    | Ariège              | | 1265                                                 |
| Moret-sur-Loing                                                                              | Senna e Marna       | | 1499                                                 |
| Motte-de-Bourbon, com. Pouançay                                                              | Vienne              | | 1455                                                 |
| Mouy                                                                                         | Oise                | | 1320                                                 |
| Najac                                                                                        | Aveyron             | Pont de la Frégère, sull'Aveyron | 1288                                                 |
| Nantes                                                                                       | Loire-Inférieure    | Pont-en-Vertais | 14th cent.                                           |
| Narbonne                                                                                     | Aude                | Pont des Marchands | Roman and 1227                                       |
| Natiaux, com. Avrolles                                                                       | Yonne               | Pont-des-Natiaux, on the Armançon | 1147                                                 |
| Negueromieu or St. Hilaire                                                                   | Haute-Garonne       | See Toulouse | 0                                                    |
| Nevers                                                                                       | Nièvre              | | 1273                                                 |
| Nîmes                                                                                        | Gard                | | 1308                                                 |
| Nogent-sur-Seine                                                                             | Aube                | | 1319                                                 |
| Norges-le-Pont, com. Norges                                                                  | Côte-d'Or           | | 1276                                                 |
| Nyons                                                                                        | Drôme               | Nyons Bridge | 1361                                                 |
| Olla, com. St. Egrène                                                                        | Isère               | | 13th cent.                                           |
| Orange                                                                                       | Vaucluse            | | 1368                                                 |
| Orléans                                                                                      | Loiret              | | Before 1176                                          |
| Orthez                                                                                       | Basses-Pyrénées     | | By 1254                                              |
| Oulchy-le-Château                                                                            | Aisne               | | 1287                                                 |
| Palaminy                                                                                     | Haute-Garonne       | Washed out at that date | 1388                                                 |
| Pamiers                                                                                      | Ariège              | | 1356                                                 |
| Parigi                                                                                       | Seine               | Grand Pont, Petit Pont Pont-aux-Meuniers Pont-Saint Michel Pont-Notre-Dame | Ancient After 1296 1378 1412–1416                    |
| Parrigneux, near Roussillon                                                                  | Ain                 | | 1290                                                 |
| Passavant                                                                                    | Marna               | Drawbridge e Pont-aux Vendages | 1287                                                 |
| Périgny-la-Rose                                                                              | Aube                | Bridges of Pugny | 1175                                                 |
| Périgueux                                                                                    | Dordogna            | Ancient bridges Stone bridge Pons Sancti Hilarii | 1206 1363                                            |
| Perpignan                                                                                    | Pyrénées-Orientales | | 1275                                                 |
| Pessac, Saint-Martin-de-                                                                     | Gironde             | Bridge at the archbishop's residence at La Motte-de-Pessac | 1354                                                 |
| Pichaumeix or Pechaumeix, com. Saint-Mihiel                                                  | Mosa                | | 1280–1282                                            |
| Pierre-Châtel, com. Virignin                                                                 | Ain                 | Replaced in 1226 | Ancient, 1226                                        |
| Pierrepont, cant. Marle                                                                      | Aisne               | Castrum Petraepontis | 938, 1165                                            |
| Pierrepont                                                                                   | Calvados            | Petrepons | 1145                                                 |
| Pierrepont                                                                                   | Oise                | | 1198                                                 |
| Pierrepont-sur-l'Arentèle                                                                    | Vosgi               | | 1302                                                 |
| Poissy                                                                                       | Yvelines            | | 13th cent.                                           |
| Poitiers                                                                                     | Vienne              | Pont Achard, on the Boivre Pont Joubert Pont Cyprien, on the Clain Pontneuf (or Pont de Rochereuil) to bourg of Montierneuf                                                                                                  | 1017 1083 1101 1087                                  |
| Pomblin                                                                                      | Aube                | Pont Belin | 1287                                                 |
| Pompertuzat                                                                                  | Haute-Garonne       | Jerusalem Itinerary | 333                                                  |
| Pompierre                                                                                    | Vosgi               | | 6th cent., 1179                                      |
| Ponant, com. Livet-et-Gavet                                                                  | Isère               | Pons Nahon | 14th cent.                                           |
| Ponnesant, com. Saint-Martin-sur-Ouanne                                                      | Yonne               | Ponsnascentius | 855, 1188                                            |
| Ponrault, com. Migné                                                                         | Vienne              | Pons Regales | 993–1029                                             |
| Pontréau                                                                                     | Vienne              | | 993-1030                                             |
| Pons                                                                                         | Charente-Inférieure | | 1242                                                 |
| Pons, Le Grand Logis, com. St.-Pierre-de-Chartreuse                                          | Isère               | | 12th cent.                                           |
| Pons Aerarius o Ponte Herarum, tra i comuni di Bellegard e Arles                             | Bocche del Rodano   | Jerusalem Itinerary | 333                                                  |
| Pons de Craut                                                                                | Oise                | See Rochy-Condé | 0                                                    |
| Pons-de-Rastel, Le, com. Genolhac                                                            | Gard                | | 1212                                                 |
| Pons Sancti Hugonis, tra i comuni di La Chapelle-du-Bard (Isère) e Arvillard (Savoia)        | Isère, Savoia       | Bridge on the Bens, now called Pont-du-Diable | 14th cent.                                           |
| Pont, Le, com. Peuvert                                                                       | Aude                | Pons de Blavo | 1259                                                 |
| Pont                                                                                         | Aveyron             | | 1484–1489                                            |
| Pont, Le, com. Naucelles                                                                     | Cantal              | | 1442                                                 |
| Pont, Le, com. Dienne                                                                        | Cantal              | | 1485                                                 |
| Pont, Le, com. Feux                                                                          | Cher                | | 1464                                                 |
| Pant, Le, com. Lugny-Champagne                                                               | Cher                | | 1302                                                 |
| Pant, Le, com. Moulins-sur-Yèvre                                                             | Cher                | | 1484                                                 |
| Pont, Le, communes of Reigny and Saint-Christophe-le-Chaudry                                 | Cher                | | 1449                                                 |
| Pont, Le, Pralemine or Saint-Priest, domaine, com. Charenton-du-Cher                         | Cher                | Pons Sancti Preijecti | 1319                                                 |
| Pont                                                                                         | Côte-d'Or           | | 937 or 938, 1257                                     |
| Pont, Le, com. Bligny-sur-Ouche                                                              | Côte-d'Or           | In molendino de Ponte | 1238                                                 |
| Pont, Le, com. Pont-et-Massène                                                               | Côte-d'Or           | | 1368                                                 |
| Pont, Le, com. Grignol                                                                       | Dordogne            | Molendinum dict. de Ponte | 1308                                                 |
| Pont, Le, com. Neuvic                                                                        | Dordogne            | | 1471                                                 |
| Pont, Le, com. Vallereuil                                                                    | Dordogne            | | 1440                                                 |
| Pont, Le, com. Bailleau-sous-Gallardon                                                       | Eure-et-Loir        | Pons Petre | 1241                                                 |
| Pont, Chemin de                                                                              | Eure-et-Loir        | Da Vauparfonds a Luisant | 1300                                                 |
| Pont, Le, com. Tharaux                                                                       | Gard                | | 1292                                                 |
| Pont, Le, com. Saint-Pal-de-Mons                                                             | Alta Loira          | | 1314                                                 |
| Pont, Le, com. Lavoûte-Chilhac                                                               | Alta Loira          | | 1288                                                 |
| Pont, Le, com. Herbeys                                                                       | Isère               | Ponte Vitreo | 14th cent.                                           |
| Pont, Le, com. Saint-Pierre-de-Mésage                                                        | Isère               | Pons de Rippis and Pons de Romanche | 13th cent.                                           |
| Pont, Le, com. Villefontaine                                                                 | Isère               | | 15th cent.                                           |
| Pont, Moulin du, com. Bazougers                                                              | Mayenne             | | 1277                                                 |
| Pont, Moulin du, com. Coussay                                                                | Vienne              | Farm and windmill | 1473                                                 |
| Pont, Le, com. Genouillé                                                                     | Vienne              | | 1403                                                 |
| Pont, Le, com. Lhommaizé                                                                     | Vienne              | | 1469                                                 |
| Pont, Moulin du, com. Saint-Genest                                                           | Vienne              | On the Fontpoise | 1474                                                 |
| Pont, Le, com. Saix                                                                          | Vienne              | Hostel du Pont | 1476                                                 |
| Pont, Le, com. Dommartin-lès-Remiremont                                                      | Vosgi               | | 1235                                                 |
| Pont-à-Bucy, cant. Crécy-sur-Serre                                                           | Aisne               | Pons-de-Nogento-Abbatisse | 1170                                                 |
| Pont-à-Chaussy, com. Courcelles-Chaussy                                                      | Mosella             | To the left of the Nied Française Pont-aux-Loups or Pont Quinquobeille | 1324 15th cent.                                      |
| Pont-à-Couleuvre, Le, com. Auffrique-et-Nogent                                               | Aisne               | Pons de Colovere | 1145                                                 |
| Pontageon, com. Ventenges                                                                    | Alta Loira          | Pontago | 1279                                                 |
| Pontaigon, com. Lhommaizé                                                                    | Vienne              | Pontum Aigone Pontaigum | 916 1223                                             |
| Pontailler                                                                                   | Côte-d'Or           | Pontiliacus Pons Lindi In villa Pontiliaco | 869 872 1049                                         |
| Pontaix, com. Die                                                                            | Drôme               | Mutatio Darentiaca of the Jerusalem Itinerary | 333                                                  |
| Pont-Alain, Le, com. Saint-Berthevin                                                         | Mayenne             | Le moulin et reffoul de Pontalain | 1443                                                 |
| Pont-à-Luc, communes of Nîmes and Marguerittes                                               | Gard                | Footbridge | 1301                                                 |
| Pontamafrey                                                                                  | Savoie              | Pons Amalfredi | 1190                                                 |
| Pont-à-Mousson                                                                               | Meurthe             | | 896, 905, 1230                                       |
| Pont-Annet, com. Priziac                                                                     | Morbihan            | On the brook Pont-Rouge | 1431                                                 |
| Pontarcher, com. Ambleny                                                                     | Aisne               | De Ponte-Archerii | 1320                                                 |
| Pont-Arcy                                                                                    | Aisne               | Pons-de-Arserio | 1232                                                 |
| Pontardennes, com. Wizernes                                                                  | Passo di Calais     | Pont d'Artengues | 1469                                                 |
| Pontarie, La, com. Saint-Laurent                                                             | Dordogna            | | 1460                                                 |
| Pontarlier                                                                                   | Doubs               | On site of Ariorica in the Antonine Itinerary | 13th cent.                                           |
| Pontarm, com. Assérac                                                                        | Loire-Inférieure    | De Ponte Armore | 14th cent.                                           |
| Pont-Arnaud, com. Monsec                                                                     | Dordogne            | | 1373                                                 |
| Pont-Arnaud, com. Nîmes                                                                      | Gard                | Ponte sul Cadereau | 1380                                                 |
| Pontarrane, com. Compagne                                                                    | Aude                | Mill of Pontarrana on the Aude | 1373                                                 |
| Pontarrou, Le, com. Magrie, sect. A.                                                         | Aude                | | 1257                                                 |
| Pont-à-Sault, com. Dourges                                                                   | Passo di Calais     | | 1271                                                 |
| Pont-Asquin, com. Wardrecques                                                                | Passo di Calais     | | 1306                                                 |
| Pont-Astier, com. Saint-Pal-de-Chalencon                                                     | Alta Loira          | | 1163                                                 |
| Pontaubert                                                                                   | Yonne               | Pons-Herberti | 1167                                                 |
| Pont-Audemer                                                                                 | Eure                | Brivodurum Duos Pontes Pont-Audemer | Ancient 715 1027                                     |
| Pont-Auffroy, com. Chevru                                                                    | Senna e Marna       | Mill | 1210                                                 |
| Pontaujard, com. Montbrison                                                                  | Drôme               | Pons Aujart | 1332                                                 |
| Pontault, com. Nottonville                                                                   | Eure-et-Loir        | | 1468                                                 |
| Pontauriol, com. Cassaigne                                                                   | Aude                | A brook | 1468                                                 |
| Pont-Authou                                                                                  | Eure                | Pons Altou | 1024                                                 |
| Pont-Auvray, Le, com. Landivy                                                                | Mayenne             | | 12th cent.                                           |
| Pont-aux-Dames                                                                               | Senna e Marna       | | 1226                                                 |
| Pont-aux-Moines, tra i comuni di Chécy e Mardié                                              | Loiret              | | 1075                                                 |
| Pont-à-Vaches, com. Béthune                                                                  | Passo di Calais     | | 1215                                                 |
| Pont-à-Vendin                                                                                | Passo di Calais     | | 1024                                                 |
| Pontavert                                                                                    | Aisne               | Pons Vardius | 1112                                                 |
| Pontazel, com. Bram                                                                          | Aude                | | 1315                                                 |
| Pontbagnes                                                                                   | Isère               | Già presso Izeaux | 13th cent.                                           |
| Pont-Barrois, Le, com. Concressault                                                          | Cher                | | 1345                                                 |
| Pont-Barse, com. Courteranges                                                                | Aube                | | 1183                                                 |
| Pontbeau                                                                                     | Savoia              | A domain | 12th cent.                                           |
| Pont-Bellanger                                                                               | Calvados            | | 1203                                                 |
| Pont-Benoist, com. Sainte-Colombe                                                            | Senna e Marna       | Mill and old fief | 1256                                                 |
| Pont-Bernard, Le, com. Montmançon                                                            | Côte-d'Or           | | 1303                                                 |
| Pont-Bernard, between communes of Beaufin and Aspres-lès-Corps                               | Isère, Hautes-Alpes | On the Drac | 14th cent.                                           |
| Pont-Besnier, Le, between communes of Juigné and Auvers-le-Hamon                             | Sarthe              | | 1321                                                 |
| Pont-Besse, Le, com. Laveissière                                                             | Cantal              | | 1490                                                 |
| Pont-Bone, com. Lembras                                                                      | Dordogne            | | 1373                                                 |
| Pontcallec, com. Berné                                                                       | Morbihan            | Brook and pond | 1291                                                 |
| Pontcarlet, com. Hueg                                                                        | Isère               | | 14th cent.                                           |
| Pont-Carpin, communes of Grenoble and Saint-Martin-d'Hères                                   | Isère               | On the brook Grande-Morgne | 13th cent.                                           |
| Pontcarré                                                                                    | Senna e Marna       | Fief | 15th cent.                                           |
| Pontcerme, com. Coursan                                                                      | Aude                | A farm; Pons Septimus | 1352                                                 |
| Pont-Cervier, Le, com. Cohade                                                                | Alta Loira          | Sul Vendage | 1323                                                 |
| Pontcharain, com. Theys                                                                      | Isère               | Pons Charen | 13th cent.                                           |
| Pontcharra                                                                                   | Isère, Savoia       | | 13th cent.                                           |
| Pontchartrain                                                                                | Eure-et-Loir        | See Brezolles | 0                                                    |
| Pontchartrain, com. Saint-Mard-de-Réno                                                       | Orne                | | Gallo-Roman                                          |
| Pontchartrain                                                                                | Seine-et-Oise       | See Jouars-Pontchartrain | 0                                                    |
| Pontchâteau                                                                                  | Loire-Inférieure    | | 11th cent.                                           |
| Pont-Chauvet, Le, com. La Celle-Condé                                                        | Cher                | | 1450                                                 |
| Pont-Croissant, com. Montbonnot-Saint-Martin                                                 | Isère               | | 14th cent.                                           |
| Pont-d'Aby, Le, com. Narbonne                                                                | Aude                | Old bridge on the road from Narbonne to Capestang | 1329                                                 |
| Pont-d'Ain                                                                                   | Ain                 | | 13th cent. or 1326                                   |
| Pont-d'Ainon, Le, com. Plaimpied-Givaudins                                                   | Cher                | | 1300                                                 |
| Pont-d'Aisy, Le, com. Aisy-sous-Thil                                                         | Côte-d'Or           | | 1255                                                 |
| Pont-d'Ambel, between communes of Ambel and Corps                                            | Isère               | On the Drac | 13th cent.                                           |
| Pont-Dandon, cant. Molières                                                                  | Gard                | | 1301                                                 |
| Pont-d'Anglars                                                                               | Dordogna            | | 1489                                                 |
| Pont-d'Aurel, Le, comuni di Aurel e Vercheny                                                 | Drôme               | | 1193                                                 |
| Pont-d'Authie, com. Jussac                                                                   | Cantal              | | 1369                                                 |
| Pont-d'Avene, com. Gigean                                                                    | Hérault             | | 1376–1378                                            |
| Pont-d'Avord, Le, com. Farges-en-Septaine                                                    | Cher                | | 1460                                                 |
| Pont-de-Barangeon, Le, com. Vignoux-sur-Barangeon                                            | Cher                | | 1260                                                 |
| Pont-de-Barret, Le, com. Dieulefit                                                           | Drôme               | Locus qui prius dictus est Sayenna et modo dicitur ad Pontem | 956                                                  |
| Pont-de-Beauvoisin, Le                                                                       | Isère               | Pontem Castellum | 11th cent.                                           |
| Pont-de-Brion, communes Lavars and Roissard                                                  | Isère               | | 14th cent.                                           |
| Pont-de-Briques, Le, com. Saint-Léonard                                                      | Passo di Calais     | | 1203                                                 |
| Pont-de-Camarès                                                                              | Aveyron             | | 1311                                                 |
| Pont-de-Cernon, com. Chapareillan                                                            | Isère               | | 14th cent.                                           |
| Pont-de-Champ, tra i comuni di Jarrie e Champ                                                | Isère               | Ponte sul Romanche | 13th cent.                                           |
| Pont-de-Chargy, Le, com. Barneçon                                                            | Cher                | | 1350                                                 |
| Pont-de-Charréas, Charrées, com. Malrevers                                                   | Alta Loira          | | 1253                                                 |
| Pont-de-Chéruy                                                                               | Isère               | | 13th cent.                                           |
| Pont-de-Cognet, tra i comuni di Cognet e Saint-Jean-d'Hérans                                 | Isère               | Ponte sul Drac | 13th cent.                                           |
| Pont-de-Coly, cant. Montignac                                                                | Dordogne            | | 1460                                                 |
| Pont de Cordéac et de Quet-en-Beaumont, above the village of Gautiers                        | Isère               | Pons Rumieuf | 13th cent.                                           |
| Pont-de-Coubon, com. Coubon                                                                  | Alta Loira          | | 1095                                                 |
| Pont-de-Cros, Le, com. Murat                                                                 | Cantal              | Pons del Cros apud Muratum | 1289                                                 |
| Pont-de-Gavet, com. Livre-du-Genet, near Grenoble                                            | Isère               | | Gallo-Roman                                          |
| Pont-de-Gennes                                                                               | Sarthe              | Le Pont de Gene | 1357                                                 |
| Pont-de-Gers, com. Vienne                                                                    | Isère               | | 15th cent.                                           |
| Pont-de-Jaillon, Le, com. Jaillon                                                            | Meurthe             | Le Pont-a-Jaillons | 1291                                                 |
| Pont-de-la-Beaurone, com. Chancelade                                                         | Dordogne            | | 1115                                                 |
| Pont-de-la-Bourne, com. Villard-de-Lans                                                      | Isère               | | 14th cent.                                           |
| Pont-de-la-Chartreuse, Le, com. Brives-Charensac                                             | Alta Loira          | Parvus Pons | Ca. 1210                                             |
| Pont-de-la-Morge, Le, com. Moirans                                                           | Isère               | Ponte sul Morge | 14th cent.                                           |
| Pont-de-la-Motte, tra i comuni di Avignonet e La Motte-Saint-Martin                          | Isère               | Sul Drac | 13th cent.                                           |
| Pont-de-la-Peyre, Le, com. Fanjeaux                                                          | Aude                | | 1442                                                 |
| Pont-de-la-Peyre, com. Bergerac                                                              | Dordogna            | | 1467                                                 |
| Pont-de-la-Raz, com. Valjouffrey                                                             | Isère               | | 14th cent.                                           |
| Pont-de-l'Arche                                                                              | Eure                | | Ca. 1020                                             |
| Pont-de-la-Reynette, cant. Nîmes                                                             | Gard                | Sul Fontaine | 1380                                                 |
| Pont-de-la-Romanche, com. Le Bourg-d'Oisans                                                  | Isère               | Pons Medius | 13th cent.                                           |
| Pont-de-l'Enceinte, Le, com. Yssingeaux                                                      | Alta Loira          | Mill and bridge on the Lignon; Pons vocatus de la Saynta | 1273                                                 |
| Pont-de-l'Escure, Le, com. Saint-Flour                                                       | Cantal              | La Plancha | 1369                                                 |
| Pont-de-l'Herbasse, Le, com. Clérieux                                                        | Drôme               | | 1468                                                 |
| Pont-de-Limon, com. Courtomer                                                                | Senna e Marna       | At Pontpierre | 1365                                                 |
| Pont-de-Livier, Le, com. Bellegarde                                                          | Gard                | | 1380                                                 |
| Pont-de-l'Oula, Le, com. Saint-Pierre-de-Mésage                                              | Isère               | | 14th cent.                                           |
| Pont-de-Lussac, Le, com. Mazerolles                                                          | Vienne              | | 12th cent.                                           |
| Pont-de-Maillé, Le, com. Saint-Martin-l'Ars                                                  | Vienne              | | 1482                                                 |
| Pont-de-Marne, Le, com. Langres                                                              | Alta Marna          | | 854                                                  |
| Pont-de-Mars, Le, com. Chambon                                                               | Alta Loira          | | 1254                                                 |
| Pont-de-Moeurs, Le, communes Moeurs and Sézanne                                              | Marna               | Le moulin du Pont-à-Meure | 1493                                                 |
| Pont-de-Montgnon, com. Juilly                                                                | Senna e Marna       | | 1467                                                 |
| Pont-d'Entraygues, Le                                                                        | Aveyron             | See Entraygues | 0                                                    |
| Pont-de-Pierre, Le, com. Morogues                                                            | Cher                | | 1457                                                 |
| Pont-de-Pierre, Le, com. Auxonne                                                             | Côte-d'Or           | | 1442                                                 |
| Pont-de-Pierre, Le, cant. Bellefontaine                                                      | Vosgi               | | 1436                                                 |
| Pont-de-Portes, Le, communes Séchilienne and Saint-Barthélemy-de-Séchilienne                 | Isère               | Rovine del punte su Romanche | 14th cent.                                           |
| Pont-de-Quaix, com. Quaix                                                                    | Isère               | Bridge on the Vence | 14th cent.                                           |
| Pont-de-Quart, Le, com. Beaumont-lès-Valence                                                 | Drôme               | | 1483                                                 |
| Pont-de-Rochefort, Le, com. Alleyras                                                         | Alta Loira          | Ponte sull'Allier tra i comuni di Nantes-en-Ratier e Siévoz | 13th cent.                                           |
| Pont-de-Ruan                                                                                 | Indre e Loira       | The ancient Rotomagus of the Peutinger Table | 6th cent., also 9th cent.                            |
| Pont-de-Saint-Martin, Le, com. Agonac                                                        | Dordogne            | | 1367                                                 |
| Pont-de-Saint-Martin, Le, tra i comuni di Clelles e Saint-Martin-de-Clelles                  | Isère               | Ponte sull'Orbanne | 14th cent.                                           |
| Pont-de-Saint-Nicolas de Campagnac                                                           | Gard                | See Campagnac | 0                                                    |
| Pont-des-Anjalvis, com. Menet                                                                | Cantal              | | 1441                                                 |
| Pont-des-Echelles, tra i comuni di Entre-deux-Guiers e Les Échelles                          | Isère, Savoia       | Bridge on the Guiers-Vif | 13th cent.                                           |
| Pont-de-Soirans, com. Soirans-Fouffrans                                                      | Côte-d'Or           | | 1390-1391                                            |
| Pont-d'Estrouilhas, Le, comuni di Aiguilhe e Espaly-Saint-Marcel                             | Alta Loira          | Sul Borne | 1245                                                 |
| Pont-de-Sumène, com. Blavozy                                                                 | Alta Loira          | | 1359                                                 |
| Pont-d'Etaules, com. Saint-Seine-sur-Vingeanne                                               | Côte-d'Or           | | 1322                                                 |
| Pont-de-Tréboul, Le, com. Sainte-Marie                                                       | Cantal              | | 15th cent.                                           |
| Pont-de-Vaux                                                                                 | Ain                 | | Ca. 1250                                             |
| Pont-de-Vaux, com. Marly-sous-Issy                                                           | Saona e Loira       | | 1312                                                 |
| Pont-de-Vaux, com. Millac                                                                    | Vienne              | | 1451                                                 |
| Pont-de-Veyle                                                                                | Ain                 | | 1186                                                 |
| Pont-de-Veyton, Le, tra i comuni di Allevard e Pinsot                                        | Isère               | Bridge on the brook Veyton | 12th cent.                                           |
| Pont-d'Isalguier                                                                             | Haute-Garonne       | See Toulouse | 0                                                    |
| Pont-d'Iverny, Le, com. Montmirail                                                           | Sarthe              | | Ca. 969                                              |
| Pont-d'Ognon, Le, com. Homps                                                                 | Aude                | | 1231                                                 |
| Pont-d'Ouilly                                                                                | Calvados            | | 1125                                                 |
| Pont-du-Boeuf, com. Saint-Blaise-du-Buis                                                     | Isère               | Pons Boum; Pons de Bos | 14th cent.                                           |
| Pont-du-Bourniou, Le, com. Ladinhac                                                          | Cantal              | | 1464                                                 |
| Pont-du-Château                                                                              | Puy-de-Dôme         | | Before 1151                                          |
| Pont-du-Diable                                                                               | Isère, Savoie       | See Pons Sancti Hugonis | 0                                                    |
| Pont-du-Fieu, Le, com. Saint-Julien-d'Ance                                                   | Alta Loira          | Sull'Ance | 1417                                                 |
| Pont-du-Fort, Le, com. Troarn                                                                | Calvados            | | 1310                                                 |
| Pont-du-Gard, com. Remoulins                                                                 | Gard                | Acquedotto romano sul Gardon; chiamato Pons de Gartio in 1295 | Roman                                                |
| Pont-du-Gy, Le, comuni di Duisans e Étrun                                                    | Passo di Calais     | Le Pons Duisy | 1364                                                 |
| Pont-du-Monastère                                                                            | Dordogna            | See Brantôme | 0                                                    |
| Pont-du-Prat, Le, com. Valjouffrey                                                           | Isère               | Sul Bonne | 14th cent.                                           |
| Pont-du-Prêtre, Le, com. Valbonnais                                                          | Isère               | Pons Sacerdoto | 15th cent.                                           |
| Pont-du-Roi, Le, com. Tigery                                                                 | Seine-et-Oise       | No evidence for Middle Ages | Roman                                                |
| Pont-du-Sault, between communes of Porcieu-Amblagnieu and Villebois                          | Isère, Ain          | Ponte sul Rodano | 14th cent.                                           |
| Pont-du-Vau, Le, com. Til-Châtel                                                             | Côte-d'Or           | Molendinum Pontis de Valle | 1203                                                 |
| Pont-du-Vers, com. St. Chef                                                                  | Isère               | | 15th cent.                                           |
| Pont-Echanfré                                                                                | Eure                | First name of Notre-Dame-du-Hamel; Pons Herchenfret in 11th cent., but Beata Marie de Hamilla in 1260 | 11th cent., 1260                                     |
| Pontécoulant                                                                                 | Calvados            | Pons Escoulandi | 11th cent.                                           |
| Pontempeyrat, com. Craponne-sur-Arzon                                                        | Alta Loira          | Pons Empeyra | 1311                                                 |
| Pont-en-Royans                                                                               | Isère               | | 11th cent.                                           |
| Pont-en-Vertais                                                                              | Loire-Inférieure    | Ora all'interno di Nantes | 14th cent.                                           |
| Pont-Érembourg, com. Saint-Denis-de-Méré                                                     | Calvados            | | 1108                                                 |
| Pont-Évêque                                                                                  | Isère               | | 11th cent.                                           |
| Pontevin, com. Chatenay-Mâcheron                                                             | Alta Marna          | Terra de Pontguayn Pont Vahin | 1219 1240                                            |
| Pont-Eyraud, com. Saint-Aulaye                                                               | Dordogna            | | 1245                                                 |
| Pont-Farcy                                                                                   | Calvados            | | 1278                                                 |
| Pontfaverger                                                                                 | Marna               | Pons Fabricatus | Beginning of 11th cent.                              |
| Pontfère, com. Laveissière                                                                   | Cantal              | | 15th cent.                                           |
| Ponte di Flavos, vicino a Saint-Chamas                                                       | Bocche del Rodano   | | Roman                                                |
| Pontfol, com. Saint-Michel-de-Lanès                                                          | Aude                | | 1353                                                 |
| Pontfrault, com. Château-Landon                                                              | Senna e Marna       | Pons Feraudi | Ca. 1090                                             |
| Pontgallet, com. Bazoche-Gouet                                                               | Eure-et-Loir        | Pons-Galeti | 1215                                                 |
| Pont-Gibaut, com. Saint-Christophe-le-Chaudry                                                | Cher                | Place name | 1178                                                 |
| Pontgibert, com. Saint-Bérain                                                                | Alta Loira          | Pons Gilbert | 1343                                                 |
| Pont-Gilbert, com. Torcy                                                                     | Senna e Marna       | Molendinum de Ponte Gilbert | 1263                                                 |
| Pont-Givart, tra i comuni di Arainville e Pignicourt                                         | Aisne               | Auménancourt-le-Grand e Auménancourt-le-Petit | 1146                                                 |
| Pontgouin                                                                                    | Eure-et-Loir        | Pons Godonis | 1099                                                 |
| Pont-Gras, Rue du, Louviers                                                                  | Eure                | | 1455                                                 |
| Pont-Gros, com. Tullins                                                                      | Isère               | | 14th cent.                                           |
| Pont-Hannois, com. La Croix-en-Brie                                                          | Senna e Marna       | | 1270                                                 |
| Ponthaut, com. Allevard                                                                      | Isère               | Nemus Pontis Altis | 14th cent.                                           |
| Ponthaut, tra i comuni di Saint-Laurent-en-Beaumont e Sousville                              | Isère               | | 10th and 13th cents.                                 |
| Pont-Hébert                                                                                  | Eure                | Quartiere di fief Meuille | 1411                                                 |
| Pont-Hémery, Le, com. Brazey-en-Plaine                                                       | Côte-d'Or           | Pons Haymerici | 1225                                                 |
| Pont-Herbert, com. Saint-Clair                                                               | Manche              | | 1361–1388                                            |
| Ponthévrard                                                                                  | Seine-et-Oise       | Pons Ebrardi | 1162                                                 |
| Ponthion                                                                                     | Marna               | Pontico Pons Ugone Ponteum | Ca. 590 Ca. 768 1150                                 |
| Pont-Honfroy, com. Rouen                                                                     | Senna Marittima     | Place name has disappeared | 4th cent., ca. 1050                                  |
| Ponthouion                                                                                   | Sarthe              | | 11th cent.                                           |
| Pont-Hubault, com. Ruaudin                                                                   | Sarthe              | | 1270                                                 |
| Pont-Hubert, Le, com. Pont-Sainte-Marie                                                      | Aube                | | 1154                                                 |
| Pontignol, Le, com. Fanjeaux                                                                 | Aude                | Ad Pontilhol Ad Pontem de Insula | 1345 1364                                            |
| Pontignol, Le, com. Fonters-du-Razès                                                         | Aude                | | 1347                                                 |
| Pontignol, Le, com. Laurac                                                                   | Aude                | | 1330                                                 |
| Pontignol, Le, com. Narbonne                                                                 | Aude                | | 1157                                                 |
| Pontignol, Le, com. Villasavary                                                              | Aude                | | 1139                                                 |
| Pontigny, com. Condé sur le Nied                                                             | Mosella             | Pont-deniet | 1339 1404                                            |
| Pontigny                                                                                     | Yonne               | Before that date a new bridge | Before 1140                                          |
| Pont-Jehan, com. Saint-Lyphard                                                               | Loire-Inférieure    | | 1413                                                 |
| Pont Julien, near Apt                                                                        | Vaucluse            | Extant | Roman                                                |
| Pont-l'Abbé, com. Sainte-Mère-Église                                                         | Manche              | | 1369                                                 |
| Pont-Landry, Le, com. Ambrières                                                              | Mayenne             | | 1209                                                 |
| Pont-la-Ville, com. Châteauvillain                                                           | Alta Marna          | | 1196                                                 |
| Pont-lès-Bonfays                                                                             | Vosges              | | 10th cent., 1303                                     |
| Pont-l'Évêque                                                                                | Calvados            | | 12th cent.                                           |
| Pont-l'Évêque                                                                                | Finistère           | | 12th cent.                                           |
| Pontlevoy                                                                                    | Loir-et-Cher        | Pons leviatus | 1075                                                 |
| Pontlieue, sobborgo di Le Mans                                                               | Sarthe              | Bridge on the Huisne Pontileuga Ad pontem Leuge | 616 10th cent., 1212                                 |
| Pont-Long, Le, arr. Pau                                                                      | Basses-Pyrénées     | | 1277                                                 |
| Pontloup, com. Moret-sur-Loing                                                               | Senna e Marna       | Old priory of Saint-Pierre, dependent on the abbey of Vézelay Pontloe Pons Luppae | Ca. 1150 1285                                        |
| Pontmain, com. Saint-Ellier                                                                  | Mayenne             | De Ponte Monii | 1225                                                 |
| Pont-Marès, Le, com. Saint-André-de-Valborgne                                                | Gard                | | 1437                                                 |
| Pontmarsa, com. Villasavary                                                                  | Aude                | | 1332                                                 |
| Pont-Minard, com. Forcey                                                                     | Alta Marna          | | 1174                                                 |
| Pontmoulin, com. Chailly-en-Brie                                                             | Senna e Marna       | Molendinum de Pont Morlen | 1132                                                 |
| Pont-Neuf, Le, com. Die                                                                      | Drôme               | Pont Fract, on the Drôme | 13th cent.                                           |
| Pont-Neuf, Le, com. Polignac                                                                 | Alta Loira          | Le Pont-Nou | 1408                                                 |
| Pontoise                                                                                     | Oise, Seine-et-Oise | Two ancient bridges called Briva Isarae | Gallo-Roman 10th cent., 1227                         |
| Pontôme, com. Courgains                                                                      | Sarthe              | | 1314                                                 |
| Pontorson                                                                                    | Manche              | Repairs at that date | 1366                                                 |
| Pontoux                                                                                      | Saona e Loira       | Pons Dubis; Peutinger Table |                                                      |
| Pont-Pastoul                                                                                 | Dordogna            | Ponte sulla Drôme | 12th cent.                                           |
| Pont-Pérant, com. Saint-Laurent-du-Pont                                                      | Isère               | Ponte in rovina sul Guiers-Mort | 14th cent.                                           |
| Pontpérier, com. Laurac                                                                      | Aude                | | 1432–1519                                            |
| Pont-Perrin, Mill of, com. Évreux                                                            | Eure                | | 1187                                                 |
| Pont-Perrin, Le, com. Payroux                                                                | Vienne              | Sul Clain | 1404                                                 |
| Pont-Peyrat                                                                                  | Dordogna            | | 1403                                                 |
| Pont-Peyrène, com. Roquesvaire                                                               | Bocche del Rodano   | Sul Huveaune | 1452                                                 |
| Pontpierre, com. Désertines                                                                  | Mayenne             | | 1220                                                 |
| Pontpierre                                                                                   | Mosella             | To the right of the deutsche Nied | 1332                                                 |
| Pont-Pierre, tra i comuni di Bernay e Courtomer                                              | Senna e Marna       | Sullo Yères | Ca. 1210                                             |
| Pont-Pierre, com. Villeblevin                                                                | Yonne               | | 1290                                                 |
| Pontpoint                                                                                    | Oise                | | 1199                                                 |
| Pont-Réan                                                                                    | Ille-et-Vilaine     | Preserves name of Roman bridge | Roman                                                |
| Pont-Renard, com. Saint-Pal-de-Chalencon                                                     | Alta Loira          | | 12th cent.                                           |
| Pont-Rigault, com. Les Trois-Moutiers                                                        | Vienne              | | 1416                                                 |
| Pont-Robert, com. Bergerac                                                                   | Dordogna            | | 1460                                                 |
| Pont-Roide, com. Meaux                                                                       | Senna e Marna       | Sulla Marna; Farinarium super fluvium Maternam ad Pontem rapidum | 9th cent.                                            |
| Pont-Rouft, Le, com. Aiguesvives                                                             | Gard                | Ad Pontem-Ruptum, ad Pontem-Fractem | 1299                                                 |
| Pont-Rouge, com. Allemond                                                                    | Isère               | Ponte sul Romanche | 14th cent.                                           |
| Pont-Rougier, com. Chomelix                                                                  | Alta Loira          | sull'Arzon; ponte distrutto | 1404                                                 |
| Pont-Roumieu, com. Saint-Germain-et-Mons                                                     | Dordogna            | | 1290                                                 |
| Pont-Rousseau, com. Rezé                                                                     | Loire-Inférieure    | | 1135                                                 |
| Pont-Roux, com. Rouillac                                                                     | Charente            | | 1075–1101                                            |
| Pont-Royal, com. Chapareillan                                                                | Isère               | Sul Glandon | 14th cent.                                           |
| Ponts, Les Cinq, com. Meuvic                                                                 | Dordogna            | A fief | 1490                                                 |
| Ponts, com. Eu                                                                               | Senna Marittima     | | 1181–1189                                            |
| Pont-Sainte-Maxence                                                                          | Oise                | | 779                                                  |
| Pont-Saint-Esprit                                                                            | Gard                | | Begun 1265                                           |
| Pont-Saint-Laurent, com. Saint-Laurent-du-Pont                                               | Isère               | Bridge on the Guiers-Mort | 15th cent.                                           |
| Pont-Saint-Manut, com. Douville                                                              | Dordogna            | | 1310                                                 |
| Pont-Saint-Mard                                                                              | Aisne               | | 1296                                                 |
| Pont-Saint-Martin, between communes of Saint-Christophe-Entre-Deux-Guiers e Saint-Christophe | Isère, Savoia       | Ponte sul Guiers-Vif | 15th cent.                                           |
| Pont-Saint-Martin, communes Saint-Michel-les-Portes and Saint-Martin-de-Clelles              | Isère               | On the brook Saint Michel | 14th cent.                                           |
| Pont-Saint-Martin                                                                            | Loire-Inférieure    | | 1179                                                 |
| Pont-Saint-Ours, Le, com. Coulanges-lès-Nevers                                               | Nièvre              | | 1251                                                 |
| Pont-Saint-Pierre                                                                            | Eure                | | 911–1066                                             |
| Pont-Saint-Vincent                                                                           | Meurthe             | | 1177                                                 |
| Pont-Sanguèze, com. Vallet                                                                   | Loire-Inférieure    | | 1454                                                 |
| Pontscorff, com. Cléguer                                                                     | Morbihan            | | 1280                                                 |
| Ponts-de-Cé, Les                                                                             | Maine e Loira       | Probabilmente presente ai tempi di Giulio Cesare | Gallo-Roman, also 11th cent.                         |
| Pont-Séchier, com. Livet-et-Gavet                                                            | Isère               | Sul Romanche | 14th cent.                                           |
| Pont-Ségur, com. Mizoën                                                                      | Isère               | Sul Romanche | 15th cent.                                           |
| Pont-sur-Madon                                                                               | Vosgi               | | 1409                                                 |
| Pont-sur-Meuse                                                                               | Mosa                | | 1106                                                 |
| Pont-sur-Seine                                                                               | Aube                | Duodecim Pontes | 574, 864; attested 1153                              |
| Pont-sur-Vanne                                                                               | Yonne               | | 1159                                                 |
| Pont-sur-Yonne                                                                               | Yonne               | | 833, 13th cent.                                      |
| Pont-Taulad, com. Cailhau                                                                    | Aude                | Name of a fief | 1166                                                 |
| Pont-Thibout, Le, Trancheville                                                               | Eure                | | 1255                                                 |
| Pont-Tranchêtu, communes Fontenay-sur-Eure and Nogent-sur-Eure                               | Eure-et-Loir        | | Ca. 1117                                             |
| "Pontus", vicino a com. Véronnes                                                             | Côte-d'Or           | | 815                                                  |
| Pontvallain                                                                                  | Sarthe              | De ponte Valani | 1098                                                 |
| Pontvianne, com. Solignac-sous-Roche                                                         | Alta Loira          | | 1293                                                 |
| Pontvien, Le, com. Livré-la-Touche                                                           | Mayenne             | Capellam de Pont-Viviani | 1184                                                 |
| Pont-Vieux, com. Entraigues                                                                  | Isère               | Pons Veyl, on the Marsanne | 14th cent.                                           |
| Pontvray, com. Sillery                                                                       | Marna               | Pons Varensis Pont-Veroit | Ca. 850 1227                                         |
| Pont-Yblon, Bonneuil, cant. Gonesse                                                          | Seine-et-Oise       | | 1093                                                 |
| Pont-Ysoir, Le                                                                               | Sarthe              | See Mans, Le | 0                                                    |
| Porte-Joie                                                                                   | Eure                | Turning bridge | 1198                                                 |
| Puy-de-Pont, com. Neuvic                                                                     | Dordogna            | | 1203                                                 |
| Radepont                                                                                     | Eure                | Rotomagus in Antonine Itinerary but Radipons in 1034 | 1034                                                 |
| Régennes, Les, com. Appoigny                                                                 | Yonne               | | 1145                                                 |
| Remi                                                                                         | Somme               | See Sailly | 0                                                    |
| Rennepont                                                                                    | Alta Marna          | Renepons | Ca. 1172                                             |
| Ribemont                                                                                     | Aisne               | Pro pontibus de Ribermont | 1248                                                 |
| Riom                                                                                         | Puy-de-Dôme         | Pont de Nonette | 1303                                                 |
| Ris, Le, com. Varennes-lès-Nevers                                                            | Nièvre              | | 1343                                                 |
| Robertière, La, near Saint-Georges-sur-Eure, arr. Evreux, cant. Nonancourt                   | Eure                | | 1346                                                 |
| La Rochelle                                                                                  | Charente Marittima  | | 1202                                                 |
| Rochemaux                                                                                    | Vienne              | Sullo Charente | Ca. 1080                                             |
| La Roche-Posay                                                                               | Vienne              | Sul Creuse | 1175                                                 |
| Rochy-Condé                                                                                  | Oise                | Pons de Craut prope villam de Conde | 1292                                                 |
| Romans, between communes of Romans and Bourg-de-Péage                                        | Drôme               | Bridge on the Isère | From mid-11th cent.                                  |
| Romorantin                                                                                   | Loir-et-Cher        | | 1336                                                 |
| Roque, La, cant. Bagnols                                                                     | Gard                | Sul Cèze | 13th cent.                                           |
| Laroquebrou                                                                                  | Cantal              | | 1281–1282                                            |
| Roquecourbe                                                                                  | Tarn                | Sull'Agout; Repairs | 1317                                                 |
| Rouanne, vicino a Nanteuil-le-Haudouin                                                       | Oise                | | 13th cent.                                           |
| Rouen                                                                                        | Senna Marittima     | | Early 11th cent.                                     |
| Sablé-sur-Sarthe                                                                             | Sarthe              | | 13th cent.                                           |
| Sailly, tra i comuni di Remi e Sailly                                                        | Somme               | | 1236                                                 |
| Saint-Affrique                                                                               | Aveyron             | Sul Sorgues | Before 1368                                          |
| Saint-Antonin                                                                                | Tarn e Garonna      | Sull'Aveyron | 1358                                                 |
| Saint-Astier                                                                                 | Dordogna            | | 1293                                                 |
| Saint-Bertin, vicino a Saint-Omer                                                            | Passo di Calais     | Sull'Aa | 1177-1187                                            |
| Saint-Cloud                                                                                  | Seine-et-Oise       | | 1411                                                 |
| Saint-Denis                                                                                  | Senna               | Pont Maubert Pont-la-Reyne "De ponte de Trecines" between Saint-Denis and Montque | 1138 1233 Rebuilt not long before 1247               |
| Sainte-Menehould                                                                             | Marna               | Pont de Berges Pont de la Villeneuve Pont de Gier | 1287                                                 |
| Saintes                                                                                      | Charente Marittima  | | Before 1201                                          |
| Saint-Flour                                                                                  | Cantal              | Ponte sull'Aude to reach suburb Two other bridges across the Aude to reach mills: Pont de Roueyre Pont-du-Colombier | Before 1250 13th cent. Under construction in 1273    |
| Saint-Généroux                                                                               | Deux-Sèvres         | | Traditionally 13th cent.                             |
| Saint-Geniez                                                                                 | Aveyron             | | 1356                                                 |
| Saint-Geniez, at Martigues                                                                   | Bocche del Rodano   | Hospital of the bridge of Saint-Geniez | Before 1211                                          |
| Saint-Guilhem-le-Désert                                                                      | Hérault             | Across the Gouffre-Noir of the Hérault | 1031–1048                                            |
| Saint-Jean-d'Angély                                                                          | Charente Marittima  | A nearby bridge over the Charente was the scene of a fight that year | 1380                                                 |
| Saint-Julien, com. Pierry                                                                    | Marna               | | 1239                                                 |
| Saint-Laurent-du-Pont                                                                        | Isère               | | 14th cent.                                           |
| Saint-Lô                                                                                     | Manche              | In ancient times called Briovera | Gallo-Roman                                          |
| Saint-Maixent                                                                                | Deux-Sèvres         | Pont Charraut | 1366                                                 |
| Saint-Marceau                                                                                | Sarthe              | | 12th cent.                                           |
| Saint-Maur-des-Fossés                                                                        | Senna               | | 1205                                                 |
| Saint-Nicolas de Campagnac                                                                   | Gard                | See Campagnac | 0                                                    |
| Saint-Omer                                                                                   | Passo di Calais     | "All the bridges over the Aa between Saint-Omer and Gravelines." | 1350                                                 |
| Saint-Pierre-de-Maillé                                                                       | Vienne              | Sul Gartempe | 1485                                                 |
| Saint-Pierre-du-Pont Neuf, com. Beaumont-sur-Sarthe                                          | Sarthe              | | 12th cent.                                           |
| Saint-Pourçain                                                                               | Allier              | Under construction in that century | 14th cent.                                           |
| Saint-Quentin                                                                                | Aisne               | | 1237                                                 |
| Saint-Savin sur Gartempe                                                                     | Vienne              | | Possibly 12th or 13th cent.                          |
| Saint-Secondin                                                                               | Vienne              | | 1329                                                 |
| Saint-Thibaut                                                                                | Loiret              | See Sully-sur-Loire | 0                                                    |
| Salbris                                                                                      | Loir-et-Cher        | | Gallo-Roman                                          |
| Salon                                                                                        | Bocche del Rodano   | | 1374                                                 |
| Salonnes                                                                                     | Meurthe             | | 950                                                  |
| Saturargues                                                                                  | Hérault             | | Before 1140                                          |
| Saumur                                                                                       | Maine e Loira       | | Before 1162                                          |
| Savines                                                                                      | Hautes-Alpes        | | 14th cent.                                           |
| Séchilienne                                                                                  | Isère               | Ecclesia de S. Martini de Ponte-Roso | 10th cent.                                           |
| Sens                                                                                         | Yonne               | | Roman, 519, 1145                                     |
| Sérant                                                                                       | Loiret              | Repairs at that time | 1387–1389                                            |
| Serrières                                                                                    | Ardèche             | | 1251                                                 |
| Seyssel, tra Seyssel(Ain) Seyssel (Alta Savoia)                                              | Ain, Alta Savoia    | Sul Rodano; tra il 1300 e il 1322 circa | Ca. 1300–ca. 1322                                    |
| Sommières                                                                                    | Gard                | On the Vidourle, repaired in Middle Ages | Roman                                                |
| La Sône, tra i comuni di La Sône e Saint-Just-de-Claix                                       | Isère               | | 13th cent.                                           |
| Sorgues                                                                                      | Vaucluse            | | 1125                                                 |
| Sospel                                                                                       | Alpi Marittime      | | Possibly 11th cent.                                  |
| Sully-sur-Loire                                                                              | Loiret              | | Ancient, 1318                                        |
| Suze, La, arr. Le Mans                                                                       | Sarthe              | | 13th cent.                                           |
| Taillebourg                                                                                  | Charente Marittima  | "Cum pratis amoenis et ponte optimo." | 1242                                                 |
| Tarascona                                                                                    | Bocche del Rodano   | Ponte verso il castello dei Counti di Anjou | 1448                                                 |
| Tennie                                                                                       | Sarthe              | | Ca. 1216                                             |
| Terrason                                                                                     | Dordogna            | | 1233                                                 |
| Terride-en-Gimoës, com. Saint-Georges                                                        | Gers                | | 1295–1314                                            |
| Thouars                                                                                      | Deux-Sèvres         | | 13th cent.                                           |
| Thourotte                                                                                    | Oise                | | 13th cent.                                           |
| Tocane-Saint-Apre                                                                            | Dordogna            | Pont de Pardutz | 1150                                                 |
| Tonnerre                                                                                     | Yonne               | Bridges | 1241                                                 |
| Tolosa                                                                                       | Haute-Garonne       | Old Bridge attested Pont-de-la-Daurade or New Bridge Pont de Las Clèdes Pont-de-Bazacle Bridges on the Hers: Pont de Pericole and Pont de Velours                                                                            | 1152 Before 1181 1218 Before 1219 1282               |
| Tournon                                                                                      | Ardèche             | On the Doux | Begun 1351                                           |
| Tours                                                                                        | Indre e Loira       | Over the Loire Over the Cher | 1031–1037 1172–1178                                  |
| Treix                                                                                        | Alta Marna          | Rebuilt at that date | 862                                                  |
| Trilbardou on the Marne                                                                      | Alta Marna          | See Treix | 0                                                    |
| La Trinité-Victor                                                                            | Alpi Marittime      | Ancient abutments of bridge of Moulin d'Ezé |                                                      |
| Troyes                                                                                       | Aube                | Pont-Saint-Marie Pont-de-la-Salle Le Pont-Hubert Pont-en-Bourbereau Pont de Cailles over a canal Le grand pont des Moulins-aux-Monts and le pont Martinot Pont de Sencey Pont de Saint-Parres-les-Tertres and Pont de Fouchy | Roman, 1136 1157 1154 1374 13th cent. 1416 1433 1431 |
| Tugny-et-Pont                                                                                | Aisne               | | 1197                                                 |
| Uzès                                                                                         | Gard                | | Ca. 860                                              |
| Vaas                                                                                         | Sarthe              | Repairs at that date | 1382                                                 |
| Vabres                                                                                       | Aveyron             | Sul Dourdou | 1302 o 1277                                          |
| Valence                                                                                      | Drôme               | | 1214                                                 |
| Varennes-sur-Allier                                                                          | Allier              | | 1258                                                 |
| Verdun                                                                                       | Mosa                | | 6th cent.                                            |
| Verlhac-Tescou                                                                               | Tarn e Garonna      | | 1306                                                 |
| Vermenton                                                                                    | Yonne               | Over the Cure | 1238                                                 |
| Vernay                                                                                       | Deux-Sèvres         | See Airvault | 0                                                    |
| Vernon                                                                                       | Eure                | | Before 1223                                          |
| Vicq-sur-Gartempe                                                                            | Vienne              | | 1285                                                 |
| Victot-Pontfol                                                                               | Calvados            | Ponsfolli (=Pontfol), Pons Stulti | 1297                                                 |
| Vieille-Brioude                                                                              | Alta Loira          | Sull'Allier | 1340                                                 |
| Vieillevie                                                                                   | Cantal              | | 1218                                                 |
| Vienne                                                                                       | Isère               | Replacing old bridge | 1251                                                 |
| Villefranche-de-Belvès                                                                       | Dordogne            | | 1357                                                 |
| Villemanoche                                                                                 | Yonne               | | 823                                                  |
| Villeneuve-sur-Lot                                                                           | Lot e Garonna       | | 1282                                                 |
| Villeneuve-sur-Yonne                                                                         | Yonne               | Formerly Villeneuve-le-Roi | 1186                                                 |
| Villerets, com. Écouis                                                                       | Eure                | | 1260                                                 |
| Vitry-le-François                                                                            | Marna               | Due ponti, uno verso un castello | 1267                                                 |
| Vivonne                                                                                      | Vienne              | Legacy for repairs to bridge | 1264                                                 |
| Vizille                                                                                      | Isère               | Washed out at that date | 1336                                                 |
| Warneton                                                                                     | Nord                | | 1093–1111                                            |
| Youle                                                                                        | Aveyron             | sull'Aveyron | 1320                                                 |